# Diamant
Pour l’article ayant un titre homophone, voir Diament.
Pour les articles homonymes, voir Diamant (homonymie).
Le diamant (/dja.mɑ̃/, du grec ancien ἀδάμας / adámas, « indomptable ») est un minéral, constitué d'atomes de carbone à l'état cristallin. Sa renommée vient de sa rareté à l'état naturel et de son utilisation en joaillerie. Le diamant trouve également de nombreuses applications industrielles du fait de ses propriétés physiques particulières, comme outils de coupe et d'usinage, comme bistouris ou dans des enclumes à diamant. Les diamants de synthèse peuvent remplacer les diamants naturels pour certaines applications.
Les propriétés physiques du diamant viennent des fortes liaisons covalentes entre ses atomes arrangés selon un système cristallin cubique. En particulier, le diamant est le matériau naturel le plus dur (avec l'indice maximal (10) sur l'échelle de Mohs) et il possède une très forte conductivité thermique. Chimiquement, le diamant est la forme allotropique de haute pression du carbone. Le diamant est métastable aux conditions ambiantes de l'atmosphère terrestre (basse température et pression), ce qui explique qu'on le trouve à la surface de la Terre. Le diamant reste moins stable que le graphite et la lonsdaléite, les deux autres formes de cristallisation du carbone.
La majorité des diamants naturels se sont formés dans des conditions de très hautes températures et pressions à des profondeurs de 140 à 190 kilomètres dans le manteau terrestre. Leur croissance nécessite de 1 à 3,3 milliards d'années (entre 25 et 75 % de l'âge de la Terre). Les diamants sont remontés à la surface par le magma d'éruptions volcaniques profondes qui refroidit pour former des roches volcaniques contenant les diamants, les kimberlites et les lamproïtes.

## Étymologie et histoire

### Étymologie
Le terme diamant provient du bas latin diamas, diamantis, probablement issu par métathèse de *adimas, *adimantis (« aimant », terme désignant à l'origine le métal le plus dur puis toute matière très dure, comme la magnétite qui agit comme un aimant) sous l'influence des mots grecs commençant par διά- / diá-, lui-même dérivé du grec ancien ἀδάμας / adámas, « inébranlable, incassable », de adamastos : inflexible, inébranlable, qui a donné l'adjectif adamantin, l'ancien nom du diamant adamant et également la désignation adamantane, hydrocarbure tricyclique de formule C10H16).
Le terme qualifie initialement un état d'âme indomptable avant de désigner les métaux les plus durs avec lequel sont forgés les armes et les instruments des dieux (les seuls à posséder le secret de leur préparation) : le casque d'Héraclès de la Théogonie d'Hésiode, la faucille de Cronos, la charrue d'Æétès ou les chaînes de Prométhée (Eschyle). L'adamant est mentionné dans l'Épinomis.
L'appellation « adamas » pour « diamant », se précise cependant dans le traité Sur les pierres du philosophe grec Théophraste ; elle est reprise dans l'œuvre Histoire naturelle du romain Pline l'Ancien, les deux auteurs réservant au mot diamant la pierre actuellement connue sous ce nom.
Du terme adamas dérivent les dénominations occidentales (français diamant, anglais diamond, espagnol et italien diamante), sanskrits et arabes (almas), russe (алмаз).

### Histoire

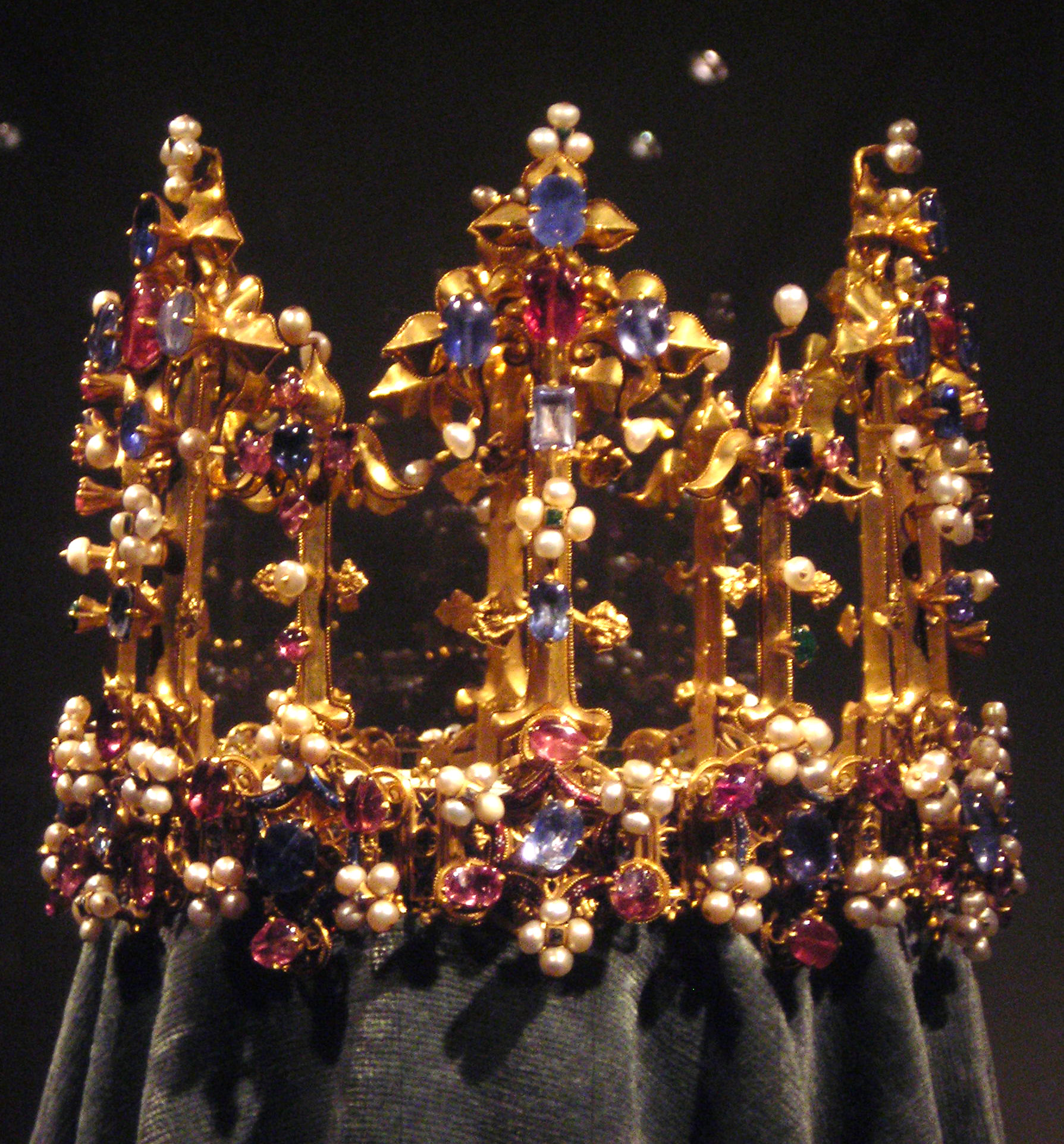
Couronne de la princesse Blanche, fabriquée vers 1370. Les diamants n'ont pas subi de taille en facettes.

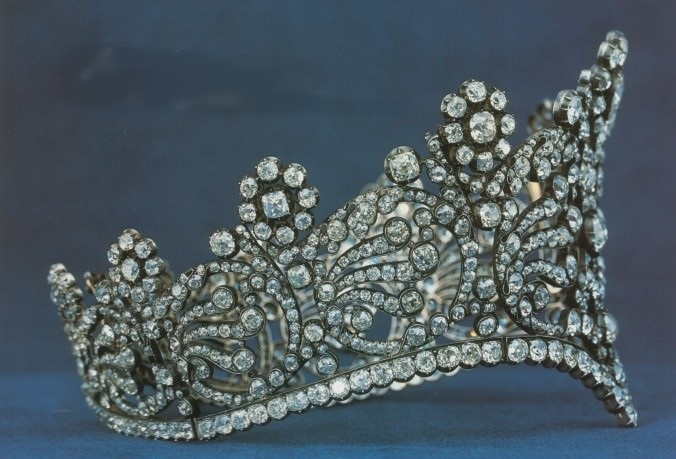
Diadème de l'impératrice Joséphine de Beauharnais (vers 1804).

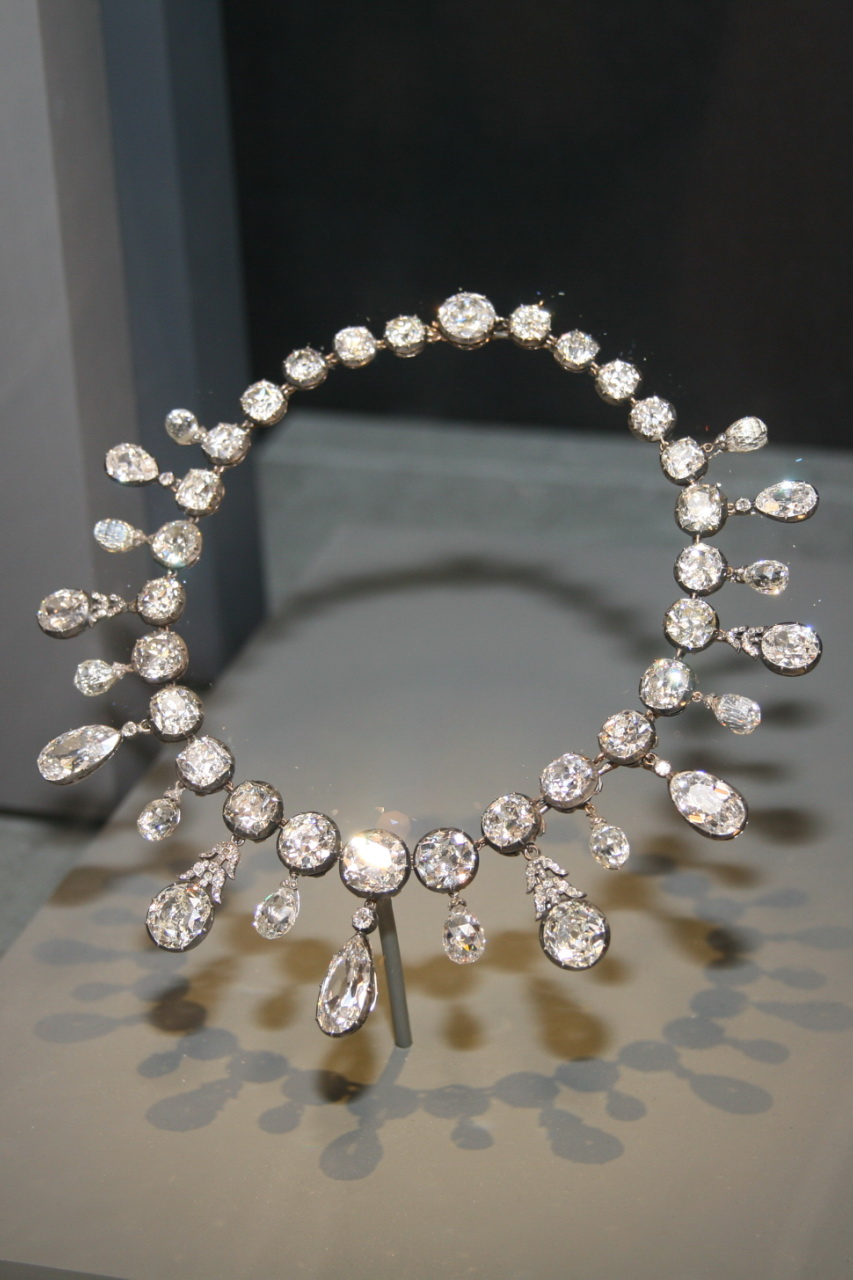
Collier de diamants Napoléon, Smithsonian Institution, Washington D.C.

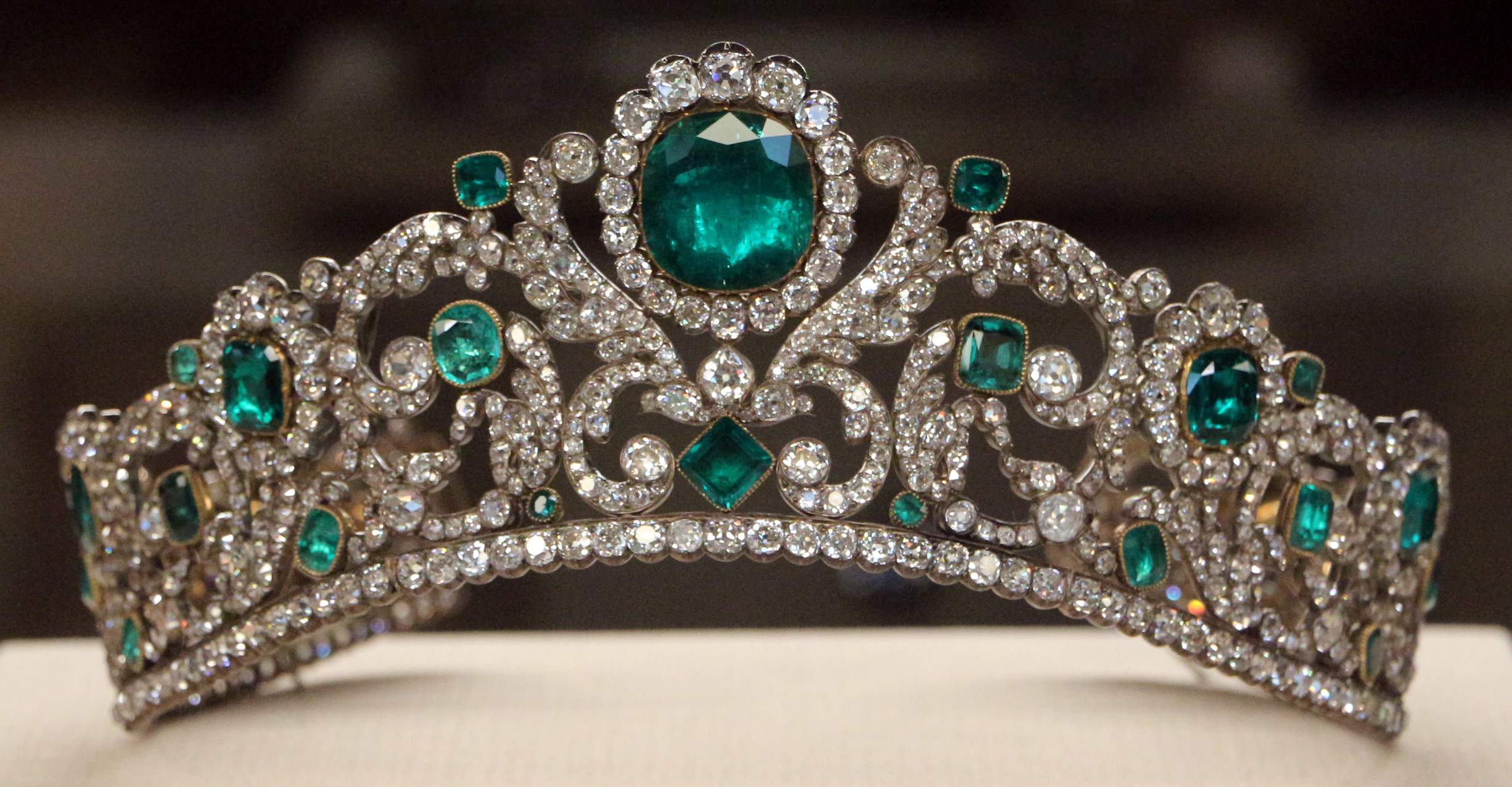
Diadème de la duchesse d'Angoulême (or, argent doré, 40 émeraudes et 1031 diamants) réalisé à Paris en 1819-1820 pour compléter une parure d'émeraude créée par Paul-Nicolas Menière en 1814.

La légende raconte que le diamant est exploité depuis 6 000 ans en Inde (cas du Koh-i Nor). Historiquement, les premiers diamants sont extraits il y a 3 000 ans en Inde où ils sont trouvés uniquement dans les gisements alluvionnaires (rives des cours d'eau) tels le Pennar, le Godâvarî, le Mahânadî ou le Krishnâ dans la région mythique de Golconde, principal centre de commerce du diamant pendant des siècles. Il est représenté comme le « fruit des étoiles » ou provenant de sources sacrées, aussi orne-t-il les objets religieux. Des textes bouddhistes révèlent tout son symbolisme : Sūtra du Diamant (pour qui le diamant est, comme la vérité, éternel), textes du Vajrayana. Il est aussi un objet de culte hindou, représentant symboliquement les vajras, et fait partie du mysticisme du jaïnisme et du lamaïsme tibétain. Les Dravidiens pensent que les diamants poussent dans le sol comme des légumes, c'est pourquoi ils utilisent le caroubier dont les fèves servent d'étalon de masse pour peser les diamants, pratique à l'origine du carat.
Le diamant est à l'origine un élément de parure comme d'autres (la taille de diamant en facettes qui lui donne sa brillance caractéristique n'apparaît pas avant le milieu du XIVe siècle, probablement par crainte que cette technique ne lui fasse perdre de ses pouvoirs), aussi est-il surtout utilisé comme amulette et talisman à cause de ses pouvoirs magiques et pour sa grande dureté dans la taille d'outils en fer ou la perforation de gemmes (jades, saphirs), comme en Chine, au Yémen vers 400 av. J.-C. où ont été trouvées des perles percées par des diamants et au Kalimantan, partie indonésienne de Bornéo où le diamant est découvert vers 600.

#### Antiquité
En Égypte, Grèce et Rome antique, il est considéré comme indestructible chimiquement et représente les « larmes de Dieu ». Il est porté comme amulette à laquelle on attribue la vertu d'être un antipoison, la poudre de diamant est utilisée en glyptique. Sa rareté lui donne de plus en plus de valeur et il gagne son statut de pierre précieuse. Ses formes naturelles, sa dureté et sa transparence obtenue par un polissage partiel le rendent suffisamment attrayant pour qu'il soit monté en bijou pour la première fois vers le IIe siècle, la mythologie gréco-romaine l'associant à l’amour éternel : les flèches de Cupidon auraient en effet été surmontées de pointes de diamant.

#### Moyen Âge et Renaissance
Au début du Moyen Âge, son commerce devient limité : l'expansion de l'Islam a pour effet que les marchands arabes contrôlent les routes caravanières vers l'Inde et l'Église chrétienne condamne l'usage des diamants comme amulette païenne. Le commerce du diamant se redéveloppe à partir des Grandes découvertes qui voient l'ouverture de la route des Indes par les Européens, les républiques maritimes prenant progressivement le monopole des épices et la république de Venise devenant le centre de commerce du diamant en Occident.
Au Moyen Âge et à la Renaissance, il est porté au sommet des couronnes ou en pendentif, orne les regalia et symbolise le « troisième œil » des mahârâjas. Les rois européens se le procurent pour sa rareté mais aussi pour son pouvoir d'antipoison, panacée ultime. En 1270, Louis IX institue des lois somptuaires réservant le diamant au seul souverain. Jusqu'en 1477, date à laquelle l'archiduc d'Autriche, Maximilien Ier de Habsbourg offre comme bague de fiançailles un diamant à Marie de Bourgogne, le diamant est porté uniquement par des souverains hommes. François Ier constitue les diamants de la Couronne en important des diamants d'Inde comme le Régent, puis d'autres ont été ajoutés par ses successeurs comme le Sancy et le diamant bleu de la Couronne.
Un diamant imparfait (brillant moins) est supposé porter malheur (ainsi le Bleu de France acheté par Jean-Baptiste Tavernier en 1668 pour le compte de Louis XIV au prix de 220 000 livres, très inférieur aux gros diamants incolores). En fait, il s'agit le plus souvent pour les propriétaires de mine de créer une légende de malédiction pour dissuader les voleurs de vouloir les dérober, ou pour les joailliers, de créer toute une mythologie qui augmente la cote de vente du joyau.

#### Époques moderne et contemporaine
Les gisements indiens s'épuisant, la découverte et exploration de l'Amérique ouvre de nouveaux horizons, ce qui entraîne la découverte de gisements au Brésil à partir de 1725 : jusqu'à cette date de leur découverte à Tejuco, l'Inde et l'Indonésie détiennent les seuls gisements exploités, la découverte brésilienne provoquant une véritable « ruée vers le diamant ». Ces diamants brésiliens font chuter le prix du joyau de deux tiers aux trois quarts selon le type de pierre brute : jusqu'alors monté en pièce unique sur des chatons métalliques, il devient désormais une pièce de parure cousue à même le vêtement et portée au milieu du XVIIIe siècle surtout par les reines ou les aristocrates puis au XIXe siècle également par la haute bourgeoisie.
En 1772, Antoine Lavoisier utilise une lentille pour focaliser les rayons solaires sur un diamant dans une atmosphère riche en oxygène. Le produit de la combustion est du dioxyde de carbone, Lavoisier montrant la nature carbonée du diamant. En 1797, Smithson Tennant répète l'expérience sur le charbon : la combustion du diamant produisant le même volume de dioxyde de carbone qu'une masse équivalente de charbon, il montre que le diamant est du carbone pur.
En 1866, à Hopetown, à 120 kilomètres au sud de Kimberley (Afrique du Sud), le diamant Eureka (en) (baptisé ainsi à l'Exposition universelle de Paris la même année) est découvert par un jeune garçon, Erasmus Jacobs, dans une kimberlite. La mise au jour dans cette région de nombreuses mines diamantifères donne naissance en 1888 à la De Beers, plus grande entreprise diamantaire du monde.
Alors que la découverte de la composition du diamant au XVIIIe siècle marque le début de l'épopée de sa synthèse, il faut attendre le milieu du XXe siècle pour que des chimistes réussissent à le fabriquer. Dès lors, le diamant est devenu un matériau industriel dont la production annuelle atteint aujourd'hui 570 millions de carats, soit 114 tonnes (chiffres 2007).
En 1932, Gabrielle Chanel lance la collection « Bijoux de diamants » dans laquelle elle supprime la parure, les diamants étant montés sur platine. Elle est la première à désacraliser le diamant en imaginant des bijoux fantaisie (bijoux faux mélangés avec les vrais).
Le 2 octobre 1979 est découverte la mine de diamant d'Argyle en Australie-Occidentale qui est à ce jour[Quand ?] la plus importante mine de diamants au monde en volume.
En septembre 2012, la Russie rend publique l'existence d'un gisement de diamants sans équivalent, tenu secret durant 40 ans. Situé à Popigaï, il a été découvert au début des années 1970 dans une zone inhabitée de la Sibérie orientale, à 400 km de Khantiga et à 2 000 km au nord de Krasnoïarsk, le chef-lieu de la région. Il serait 110 fois supérieur aux réserves mondiales de diamants.
L'intérieur de l'exoplanète 55 Cancri e pourrait être constituée, pour au moins un tiers de sa masse, par du diamant,.

## Propriétés
Le diamant est une forme métastable du carbone dans les conditions de température et de pression normales. La masse molaire du diamant est de 12,02 g mol−1, sa masse volumique mesurée est de 3 520 kg/m3.
Au-dessus d'une température de 1 700 °C dans une atmosphère neutre sans oxygène le diamant se transforme en graphite. Dans l'air sa transformation débute à environ 700 °C. Son point d'ignition est situé entre 720 et 800 °C dans l'oxygène et entre 850 et 1 000 °C dans l'air.
Dans l'édifice cristallin du diamant, les liaisons entre atomes de carbone résultent de la mise en commun des électrons de la couche périphérique afin de former des couches saturées. Chaque atome de carbone est ainsi associé de façon tétraédrique à ses quatre voisins les plus proches (hybridation sp3 du carbone), et complète ainsi sa couche extérieure. Ces liaisons covalentes, fortes et donc difficiles à casser, couvrent tout le cristal, d'où sa très grande dureté.
À des pressions de l'ordre de 0,6–1,1 TPa (6–11 Mbar), le carbone liquide est, comme l'eau, plus dense que la forme solide. Les hautes pressions nécessaires à la liquéfaction du diamant pourraient être réunies sur Uranus et Neptune.
L'onde sonore la plus rapide, qui se propage à environ 18 km/s, a été mesurée dans le diamant.

### Structure cristalline

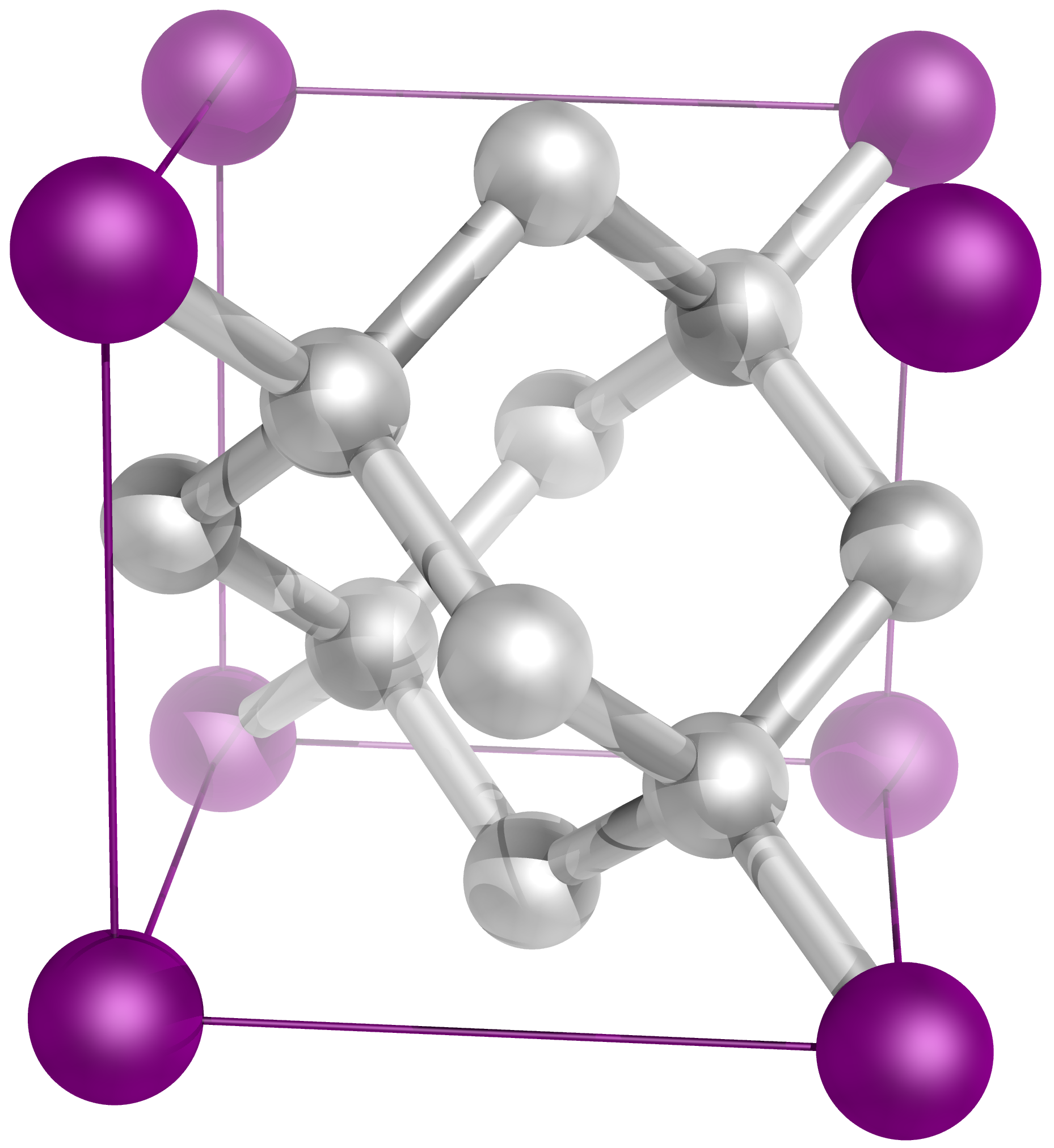
Structure cristalline du diamant. Chaque côté mesure 0,36 nm.
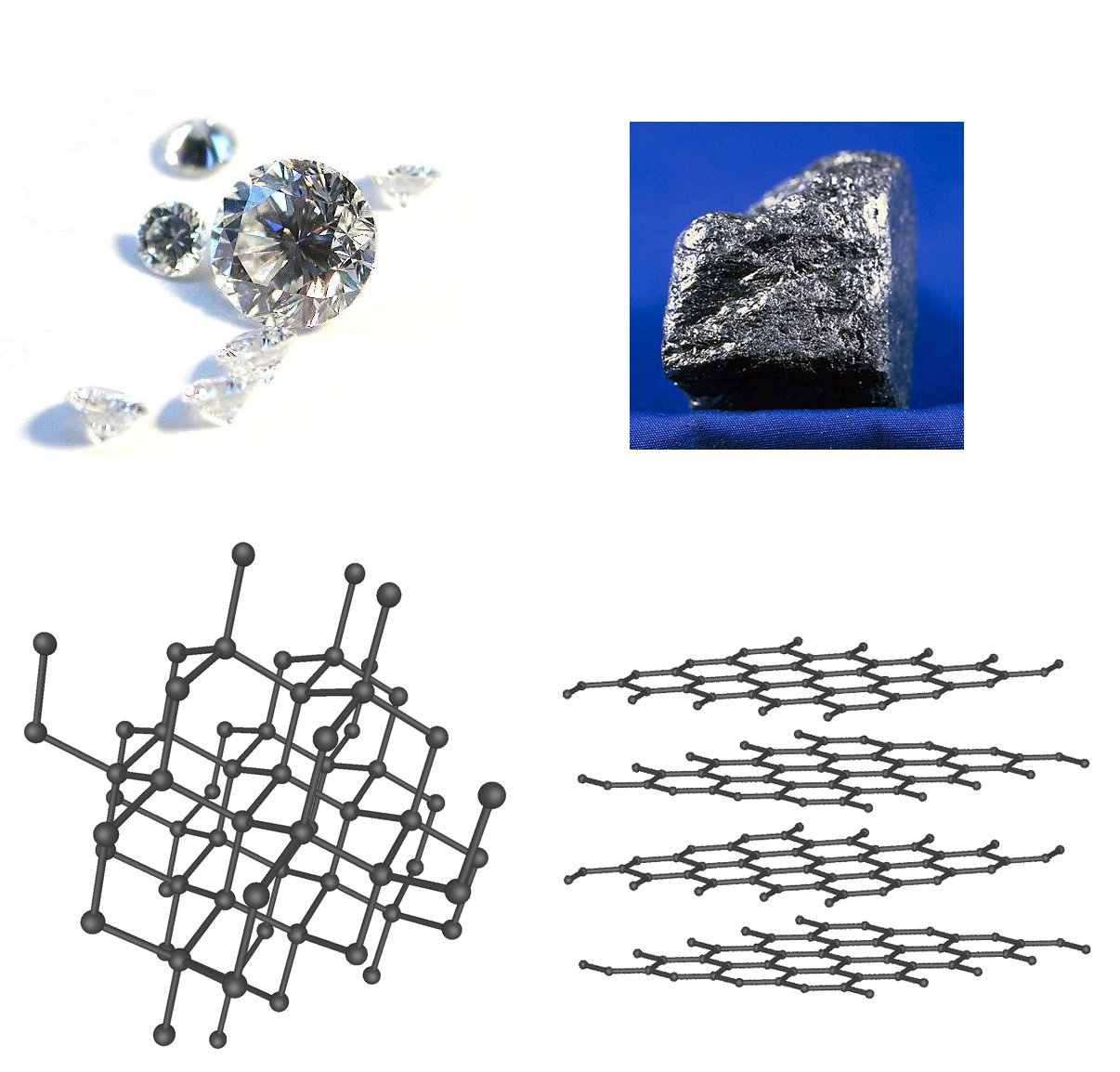
Structures respectives du diamant et du graphite.
Maille d'un cristal de diamant.
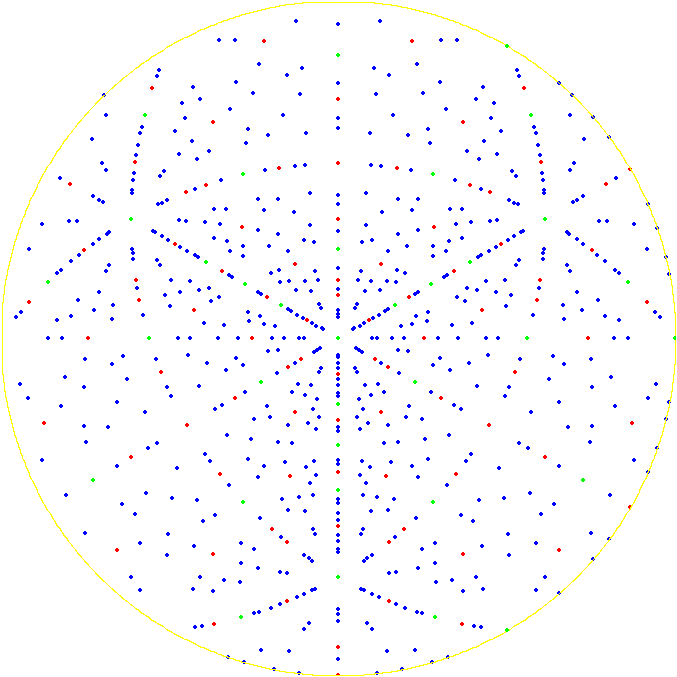
Projection stéréographique de la figure de pôles de la structure cristalline du diamant selon l'axe [111], démontrant sa symétrie au long de la diagonale d'espace du cube élémentaire.

Dans son état naturel, le diamant possède une structure dérivée de la structure cubique à faces centrées (cfc), appelée structure type diamant où en plus des atomes aux sommets du cube et au centre de chaque face, quatre des huit sites tétraédriques définis par une telle structure sont occupés, ce qui donne finalement huit atomes par maille (contre 4 pour une structure cfc classique), et fait que chaque atome de carbone a quatre voisins.
Cette structure est notée A4 en notation Strukturbericht. Son groupe d'espace est Fd3m (no 227 dans les tables internationales), son symbole de Pearson est {\displaystyle cF8\,}. Son paramètre de maille est a = 0,3566 nm. Le volume d'une maille est de 0,04537 nm3, la densité théorique est de 3,517.
Il est possible de créer en laboratoire des diamants à structure cristalline hexagonale plus rigides que les diamants cubiques naturels.

### Dureté

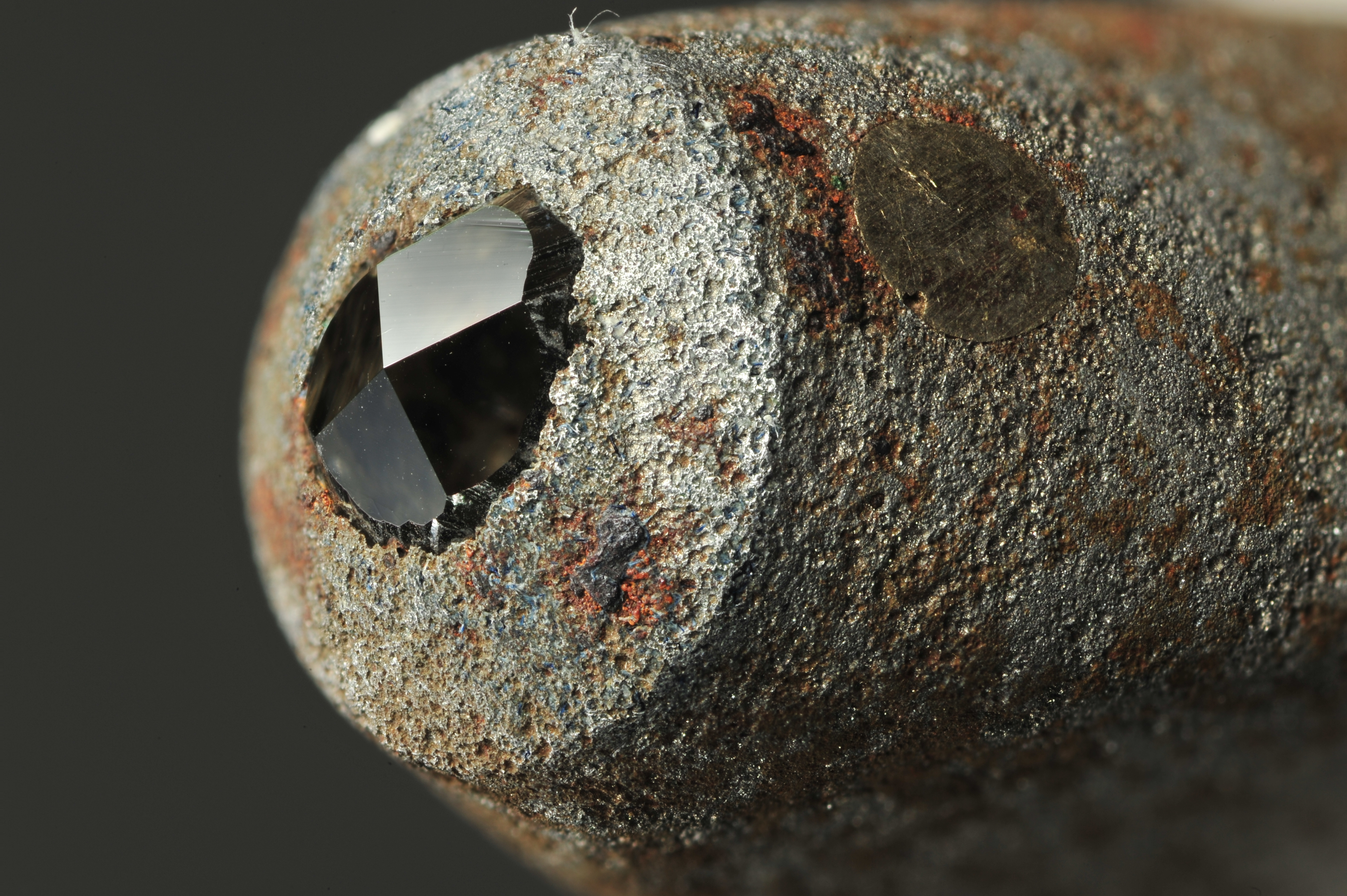
Un diamant pyramidal incrusté dans un testeur de dureté Vickers.

Le diamant est le matériau naturel le plus dur à la fois sur l'échelle de Vickers et de Mohs.
La dureté du diamant dépend de sa pureté, de la perfection et de l'orientation de sa structure cristalline. La dureté est la plus haute pour les cristaux purs et parfaits orientés dans la direction <111>, soit le long de la plus longue diagonale de la construction cubique du diamant en question. S'il est possible de rayer certains diamants avec d'autres matériaux tels que le nitrure de bore, les diamants les plus durs ne peuvent être rayés que par d'autres diamants ou par des nanobaguettes de diamants agrégées.
La dureté du diamant contribue à son succès en tant que pierre précieuse. Contrairement à de nombreuses pierres fines ou précieuses, sa résistance aux rayures fait qu'il peut facilement être porté au quotidien en maintenant la qualité de son poli, expliquant peut-être sa popularité de gemme préférée pour les bagues de fiançailles ou les bagues de mariage généralement portées tous les jours.
Les diamants naturellement les plus durs proviennent principalement des exploitations de Copeton et Bingara dans la Nouvelle-Galles du Sud en Australie. Ces diamants sont généralement de petite taille, avec une structure moléculaire octaédrique parfaite à semi-parfaite, et sont utilisés pour polir d'autres diamants. Leur dureté est liée à la forme de croissance du cristal en une étape, alors que la plupart des diamants ont plusieurs étapes de croissance, ce qui produit les inclusions et les défauts affectant leur dureté.
La dureté est associée à une autre propriété mécanique, la ténacité, qui correspond à la capacité d'un matériau à résister à un choc. La ténacité d'un diamant naturel a été mesurée à 7,5-10 MPa m½. Cette valeur est bonne en comparaison d'autres matériaux céramiques mais faible comparée aux matériaux utilisés en ingénierie dont les alliages atteignent des ténacités supérieures à 100 MPa m½.

### Conductivité électrique
La conductivité électrique est basse, car les électrons ne se regroupent pas comme dans un métal : ils restent liés aux atomes et ne peuvent pas, par exemple sous l'action d'un champ électrique extérieur, former un nuage électronique qui transporterait le courant de façon continue. En d'autres termes, le diamant est un très bon isolant. Néanmoins, il fait l'objet d'études en tant que semi-conducteur à large bande pour l'électronique de puissance.
Les diamants bleus (en) de type II-B sont semi-conducteurs en raison de la présence d'atomes de bore.

### Conductivité thermique
La conductivité thermique du diamant est exceptionnelle, ce qui explique pourquoi il paraît si froid au toucher. Dans un cristal isolant électrique comme le diamant, la conductivité thermique est assurée par les vibrations cohérentes des atomes de la structure. Des valeurs de 2 500 W/(m·K) ont été mesurées, que l'on peut comparer aux 401 W/(m·K) du cuivre et aux 429 W/(m·K) de l'argent. Cette propriété en fait un candidat comme substrat pour le refroidissement des semi-conducteurs.
Le coefficient de dilatation du diamant, lié aux propriétés des vibrations de la structure de ce matériau, est très faible. Pour le diamant pur, l'accroissement relatif de longueur par degré est d'environ un millionième à température ambiante, que l'on peut comparer aux 1,2 millionièmes de l'Invar, alliage constitué de 64 % de fer et de 36 % de nickel, qui est réputé pour sa très faible dilatation. Le fer est très loin derrière, avec 11,7 millionièmes.
Contrairement à la plupart des isolants électriques, le diamant pur est un bon conducteur de chaleur du fait des fortes liaisons covalentes constituant le cristal. La conductivité thermique du diamant pur est la plus élevée connue, derrière celle du graphène, pour un solide à température ambiante. À très basse température, comme pour tous les isolants, sa conductivité électrique est très faible contrairement aux métaux dont la conductivité thermique, comme la conductivité électrique, augmentent lorsque leur température baisse. La conductivité des diamants naturels est réduite de 1,1 % par le carbone 13 naturellement présent, qui déshomogénéise la structure.

### Stabilité chimique
Le diamant est une des formes allotropiques du carbone solide. Il est métastable, c'est-à-dire en équilibre thermodynamique avec les autres formes allotropiques : assez pour exister en l'état dans les conditions normales mais pas assez pour le demeurer. En effet, le diamant se transforme spontanément en graphite, la réaction étant favorisée thermodynamiquement par l'énergie de formation très basse du graphite, la forme la plus stable de toutes les formes du carbone. Une modification des paramètres (T, P) peut favoriser la transformation en question et son inverse (fait utilisé pour la conception des diamants de synthèse). Toutefois, la transformation du diamant en graphite est un processus cinétiquement lent, trop lent d'ailleurs pour qu'il puisse être observé, d'où sa stabilité apparente. Par conséquent et contrairement à la réclame, le diamant n'est pas éternel.
Le diamant est naturellement lipophile et hydrophobe et ne réagit normalement pas avec les acides (sauf le mélange piranha  qui le dissout) et les alcalins. Il est soluble dans la soude fondue et surtout dans le nitrate de potassium, plongé dans ces substances, le diamant se dissout et il est complètement détruit.
Enfin, il est sensible à l'oxydation et peut réagir avec certains métaux ou alliages métalliques.
Ces défauts ont conduit l'industrie à créer des matériaux d'une dureté comparable, mais plus stables, moins réactifs chimiquement, comme le nitrure de bore cubique.

### Propriétés optiques

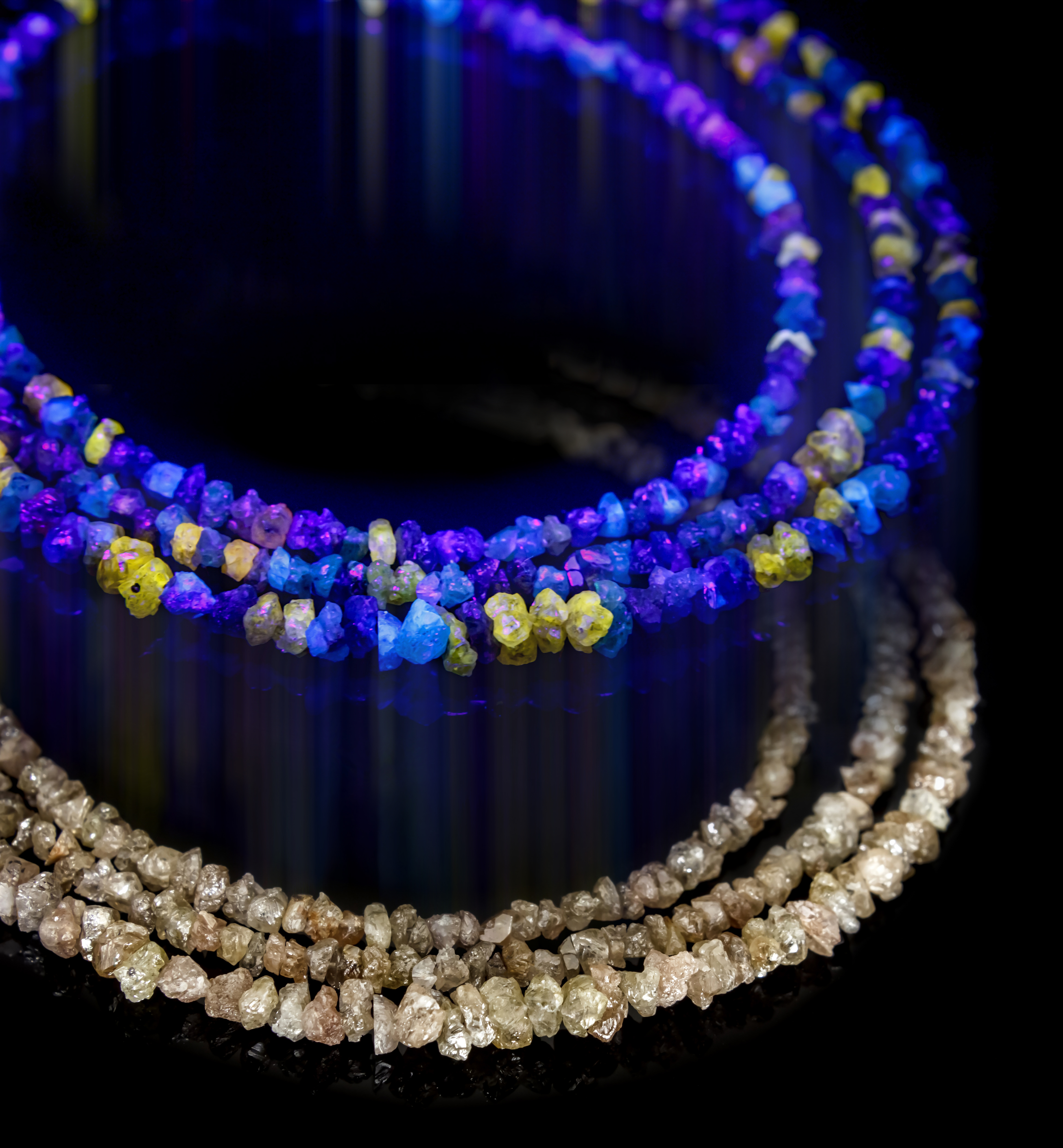
Diamants bruts bruns en lumière naturelle et sous UV : ils deviennent fluorescents. Octobre 2023.

Le diamant est transparent, translucide ou opaque.
Son indice de réfraction est particulièrement élevé et varie en fonction de la longueur d'onde : ce sont ces propriétés, associées avec une taille particulière des facettes qui lui donnent son éclat caractéristique, dit « adamantin ».
Cet indice est de :
- 2,407 pour la lumière rouge (687 nm) ;
- 2,417 pour la lumière jaune (589 nm) ;
- 2,426 pour la lumière verte (527 nm) ;
- 2,451 pour la lumière violette (431 nm).

Les diamants synthétiques sont en général fluorescents, verts, jaunes, mauves ou rouges, en raison des impuretés présentes (azote, bore, nickel) ou après irradiation, au contraire de la plupart des diamants naturels.

### Identification
La conductivité thermique naturelle du diamant est utilisée par les bijoutiers et autres gemmologues pour différencier un vrai diamant d’une imitation. Ce test repose sur une paire de thermistances alimentées par batterie, montée sur une pointe cuivre. L’une fonctionne comme un dispositif de chauffage pendant que l’autre mesure la température de la pointe de cuivre. Si la pierre testée est un diamant, elle conduira l'énergie thermique de la pointe assez rapidement pour produire une chute de température mesurable. Le test prend 2 à 3 secondes.

## Géologie
Les diamants naturels sont souvent composés de carbone qui se trouvait dans le manteau depuis la formation de la Terre mais certains sont constitués de carbone provenant d'organismes comme des algues. C'est ce que révèle la composition isotopique du carbone. Ce carbone organique a été enfoui jusque dans le manteau terrestre par le mouvement des plaques tectoniques, dans les zones de subduction.
Les diamants formés dans le manteau contiennent parfois des inclusions microscopiques d'olivine, minéral typique de la roche composant principalement le manteau : la péridotite.
À l'inverse, les diamants formés lors de subductions, dans des roches éclogitiques, sont parfois porteurs d'inclusions de grenat ou d'omphacite par exemple, qui sont les minéraux typiques de ces roches-ci.

### Formation dans le manteau terrestre

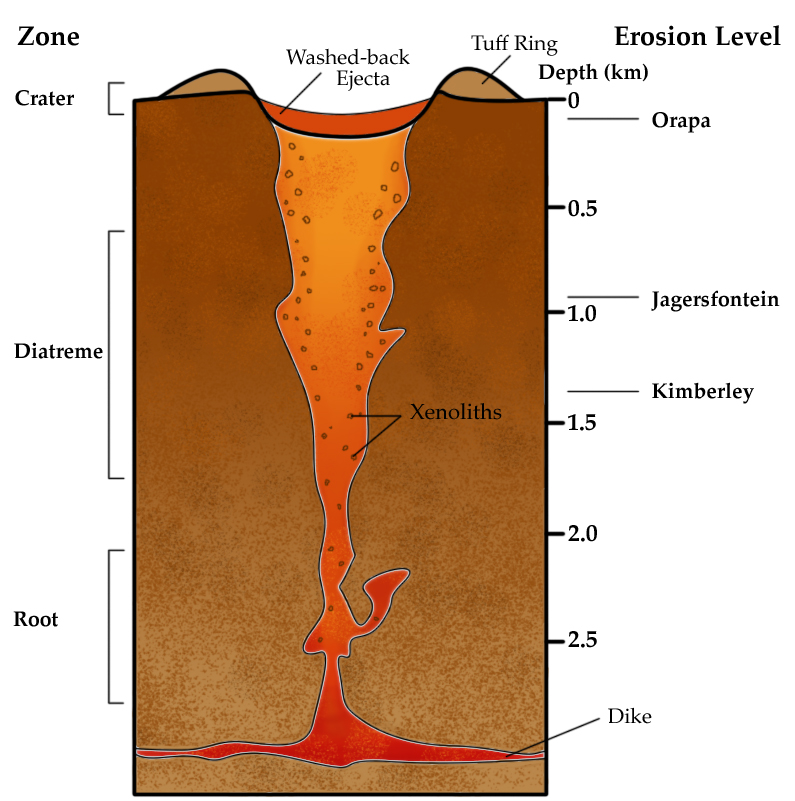
Schéma géologique (3 km de profondeur), racine, enclaves, diatrème. Le cratère est bordé par un anneau de tufs et d'éjectas.

On sait que le diamant ne peut se former que dans l'environnement chimique particulier d'un bain silicaté à sulfures et sous des pressions et températures élevées ; ces conditions sont rencontrées à de grandes profondeurs, au moins 150 à 400 km dans la partie supérieure du manteau terrestre. Les diamants sont constitués de carbone. Ils se forment lorsque ce dernier se trouve dans des conditions de température et de pression extrêmes, entre 1 100 °C et 1 400 °C pour la température, et pour la pression, entre 4,5  et   6 GPa (selon des expériences de synthèse en laboratoire dans les années 1970), ce qui correspond à des profondeurs d'environ 150  à   1 000 km dans le manteau terrestre. L'analyse d'inclusions minérales et gazeuses (impuretés comme l'azote, le soufre ou des métaux colorant) permet d'être plus précis. La majorité des diamants cristallise entre 150  et   200 km de profondeur.
La plupart des diamants sont extraits de la kimberlite présente dans les bordures des cratons, les régions les plus anciennes de la croûte continentale (au moins 1,5 milliard d'années). Les kimberlites sont rares et insignifiantes en termes de volume (5 000 km3) ; les lamproïtes sont encore plus rares.
Dans les parties les plus internes des chaînes de collision (voir tectonique des plaques) comme les Alpes, l'Himalaya ou la chaîne varisque, on trouve des roches continentales contenant des microdiamants. Ces diamants se forment au cours du métamorphisme dit d'ultrahaute pression en contexte subduction-collision : températures modérées de l'ordre de 800 à 900 °C et pressions de l'ordre de 4 GPa.
La nature minéralogique des inclusions, leur contenu en éléments-trace et la composition isotopique (carbone et azote) des diamants eux-mêmes sont de précieux indices pour comprendre la genèse de ce minéral. Tout porte à croire que la croissance des diamants dans le manteau lithosphérique ne résulte pas d'une transformation directe à partir du graphite mais impliquerait plutôt l'entremise d'un fluide COH (fluide aqueux contenant du carbone dans une forme moléculaire non spécifiée : CH4, CO, CO2) ou d'un magma carbonaté (un panache venant percuter une racine continentale riche en carbonatite). Le mode de cristallisation des diamants issus du manteau inférieur est bien moins contraint. Les caractéristiques en éléments en traces des inclusions de pérovskites calciques dans ces diamants suggèrent à certains auteurs une croissance associée à la présence de croûte océanique, dans une zone du manteau où elle pourrait effectivement s'accumuler.
Les diamants formés sont de tailles micrométriques et ne peuvent donc pas être concernés par l'exploitation minière. Cependant, ils offrent des objets uniques pour l'étude du comportement d'un système rocheux en profondeur.
Deux grandes catégories de diamants sont distinguées selon la nature de leur cortège d'inclusions, caractéristiques de l'environnement de cristallisation. Dans la plupart des cas, ces inclusions représentent une minéralogie de péridotite. Une seconde catégorie d'inclusions est caractéristique d'association éclogitiques.

#### Apport à la base du manteau
Le carbone était certainement présent en abondance dans les matériaux qui ont formé la Terre, en concentration variable selon la proportion de ces matériaux (chondrites à enstatite, chondrites ordinaires, chondrites carbonées). Lors de la formation du noyau, l'essentiel du carbone a dû accompagner le fer en raison du comportement fortement sidérophile du carbone aux températures et pressions correspondantes.
L'abondance du carbone dans le manteau d'aujourd'hui, quoique très faible (environ 120 ppm), est bien supérieure à ce que prédisent les modèles thermodynamiques (1 à 5 ppm). En 2013, il est proposé que l'eau présente sous la forme de défauts ponctuels dans les silicates du manteau, libérée à la limite noyau-manteau pendant la subduction, réagisse chimiquement avec le liquide métallique du noyau externe en libérant du carbone,. En 2022, cette hypothèse est confortée par des expériences menées à 70–140 GPa et jusqu'à 4 050 K. Elles confirment que la présence d'hydrogène diminue la solubilité du carbone dans le fer liquide, et que l'eau réagit avec le liquide métallique en libérant du carbone dans le manteau. Elles montrent aussi, ce qui n'avait pas été prévu, que le carbone forme alors du diamant et non pas du carbone oxydé. La quantité de carbone libérée en trois milliards d'années est compatible avec l'abondance actuelle du carbone dans le manteau,.

### Kimberlites et transport volcanique
La roche diamantifère se forme à partir du manteau terrestre, en profondeur. Le magma provient d'une profondeur à laquelle les diamants peuvent se former (soit trois fois ou plus la profondeur du magma source de la plupart des volcans). Il s'agit donc d'un phénomène relativement rare. Le magma lui-même ne contient pas de diamants. Le magma qui remonte par volcanisme se refroidit dans les roches ignées (kimberlite ou lamproïte).
Les cratères volcaniques constituent généralement de petites surfaces à partir de cheminées volcaniques. Du matériel rocheux est transporté vers la surface. Les diamants sont remontés par des éruptions volcaniques puissantes, ne laissant pas le temps au diamant de se transformer. Elles ont occasionné la formation de brèches volcaniques, constituées de débris de roches d'origines profondes. Les diamants sont ainsi retrouvés en inclusion dans des roches appelées kimberlites.
Parce que les cratons sont très épais, ils sont très stables. Leur manteau lithosphérique se développe à une assez grande profondeur ; cette stabilité permet la formation des diamants. Toutes les cheminées volcaniques ne contiennent pas des diamants ; rares sont celles en contenant suffisamment pour permettre une exploitation minière économiquement viable.

### Roches sédimentaires porteuses de diamants
Une fois que les diamants ont été transportés à la surface par le magma dans une cheminée volcanique, le matériau peut s'éroder et les diamants sont alors répartis sur une grande surface.
Une cheminée volcanique contenant des diamants est une source primaire de diamants. Les sources secondaires concernent toutes les régions où un nombre important de diamants a été érodé à partir de la kimberlite ou la matrice lamproïte et accumulé par l'eau ou le vent c'est-à-dire dans les dépôts alluviaux et lacustres, actuels et anciens. Les diamants libérés de leur matrice s'accumulent en fonction de leurs taille et densité dans ses sédiments.
Des diamants ont également été plus rarement trouvés dans des dépôts glaciaires (Wisconsin et Indiana). Contrairement aux dépôts alluviaux, les dépôts glaciaires ne constituent pas de bonnes sources d'exploitation.

### Diamants d'origine extraterrestre

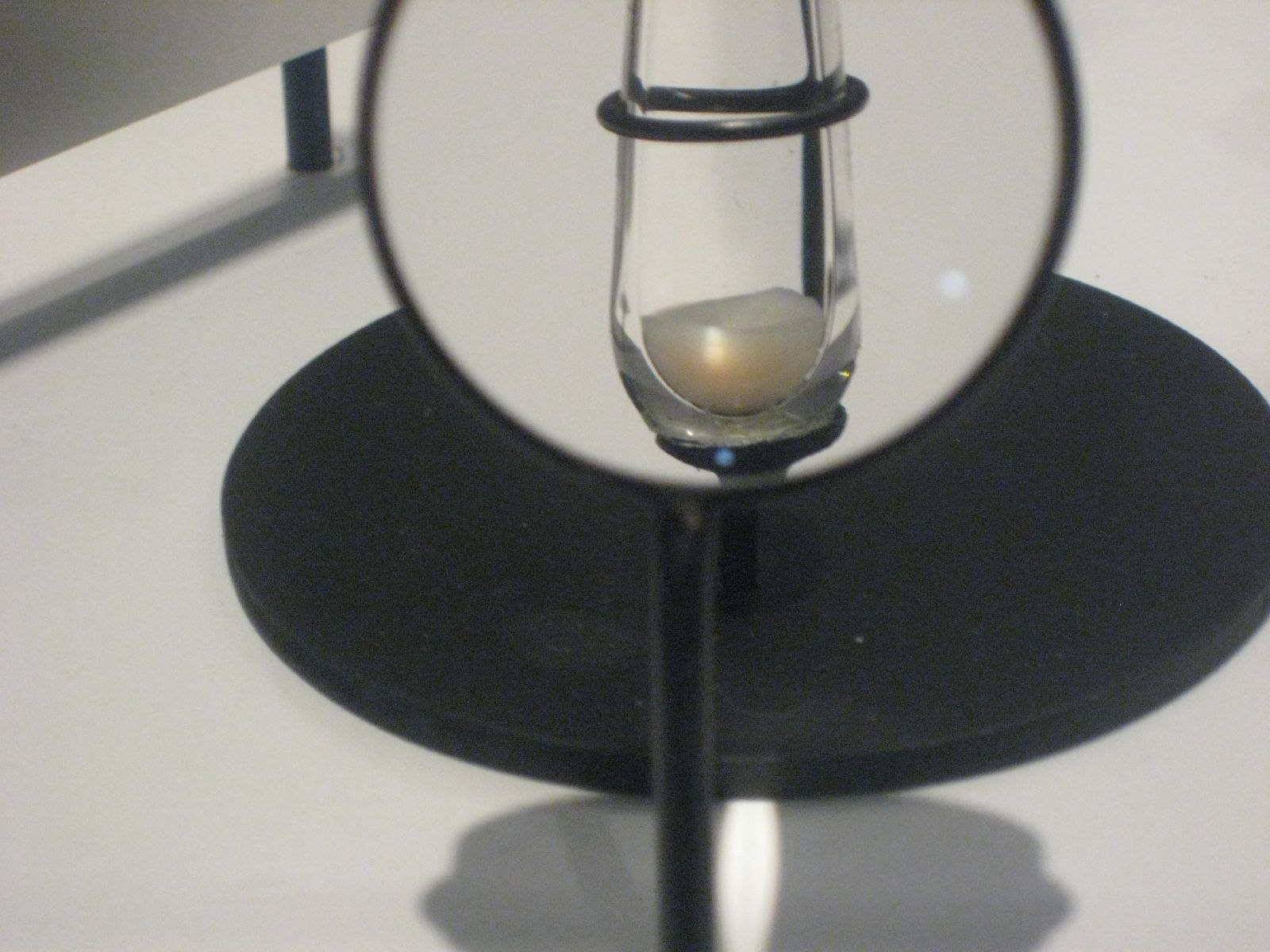
Poudre de cristaux de diamants interstellaires de la météorite Allende présentée dans un tube.

Les diamants peuvent également apparaître naturellement lors d'un violent impact d'un astéroïde. Le graphite alors comprimé se transforme en diamant.
Un gisement particulièrement riche a été découvert en Sibérie du Nord dans les années 1970. En raison de la guerre froide et pour ne pas remettre en cause les projets russes de construction d'usines de diamants synthétiques, l'information a été tenue secrète jusqu'en 2012. Il s'agit d'un site de cratère d'impact, le cratère Popigaï, dû à un astéroïde il y a 35 millions d'années. La quantité de diamants serait dix fois supérieure à l'ensemble des réserves mondiales (ou beaucoup plus encore selon les sources,) mais utilisable uniquement en industrie.
Depuis 1984, des télescopes ont capté un rayonnement infrarouge émis par des étoiles mourantes riches en carbone et caractéristique de nano-diamants extrasolaires. En 1987, la météorite d'Orgueil révèle des nano-diamants pré-solaires qui seraient issus d'une géante rouge dont l'explosion est à l'origine de la formation du système solaire. En 1997, de tels nano-diamants sont trouvés dans la météorite d'Allende.
D'après une étude américaine de 2013, dirigée par Mona Delitsky du California Speciality Engineering et Kevin Baines de l'université du Wisconsin à Madison, des diamants se formeraient dans l'atmosphère de Jupiter et de Saturne à partir du méthane atmosphérique. Cette étude rejoint toutes celles suggérant la production hypothétique de diamants dans les planètes gazeuses massives mais, leur observation étant absente, elles restent purement théoriques. En 2017 de nouvelles expériences simulant les conditions présumées régner 10 000 km sous la surface d'Uranus et de Neptune viennent conforter ce modèle en produisant des diamants de taille nanométrique. Ces températures et pressions extrêmes ne peuvent pas être maintenues plus d'une nanoseconde en laboratoire, mais elles sont atteintes dans les profondeurs de Neptune ou d'Uranus, où des nanodiamants pourraient se former.

## Industrie
La filière du diamant, de la mine à la bijouterie, a été baptisée « pipeline », en référence au système d'acheminement de matières fluides.

### Gisements et production
Jusqu'au XVIe siècle, l'Inde et, plus particulièrement la région de Golkonda (Golconde), comme la région de Bornéo étaient les seules régions de production. C'est en Inde qu'ont été extraits les plus célèbres diamants anciens. Puis les gisements du Brésil ont été découverts. Ils ont alimenté le marché occidental jusqu'à la fin du XIXe siècle, date de la découverte des gisements sud-africains.
Depuis cette époque, la plupart des diamants viennent d'Afrique (62,1 % en 1999). Cette situation a été l'origine de plusieurs guerres comme celle du Sierra Leone, où les objectifs stratégiques étaient le contrôle des principaux gisements du pays pour financer le conflit.

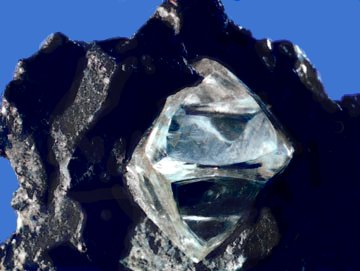
Cristal presque octaédrique dans sa matrice.
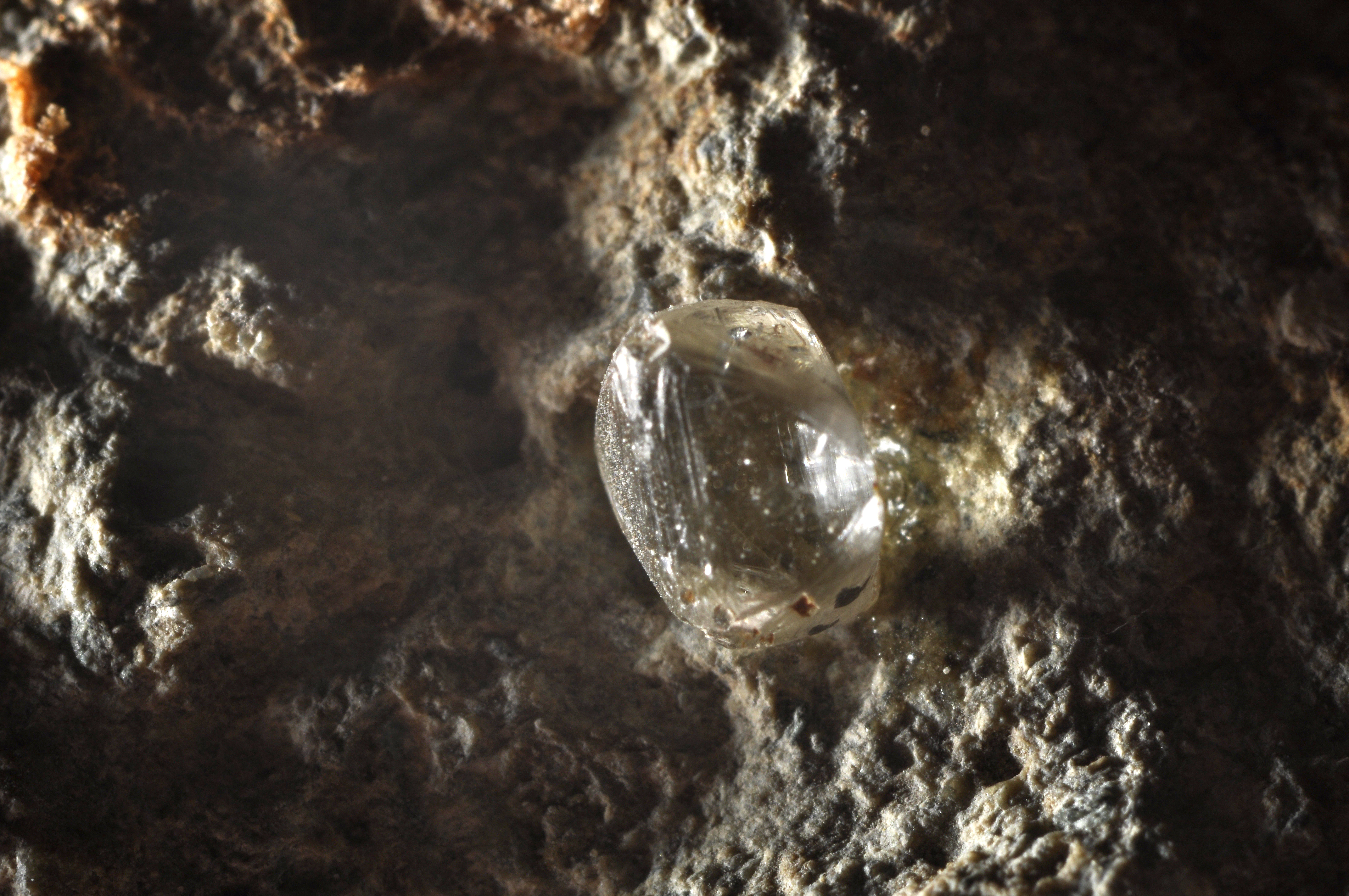
Diamant dans une gangue de kimberlite, Afrique du Sud.
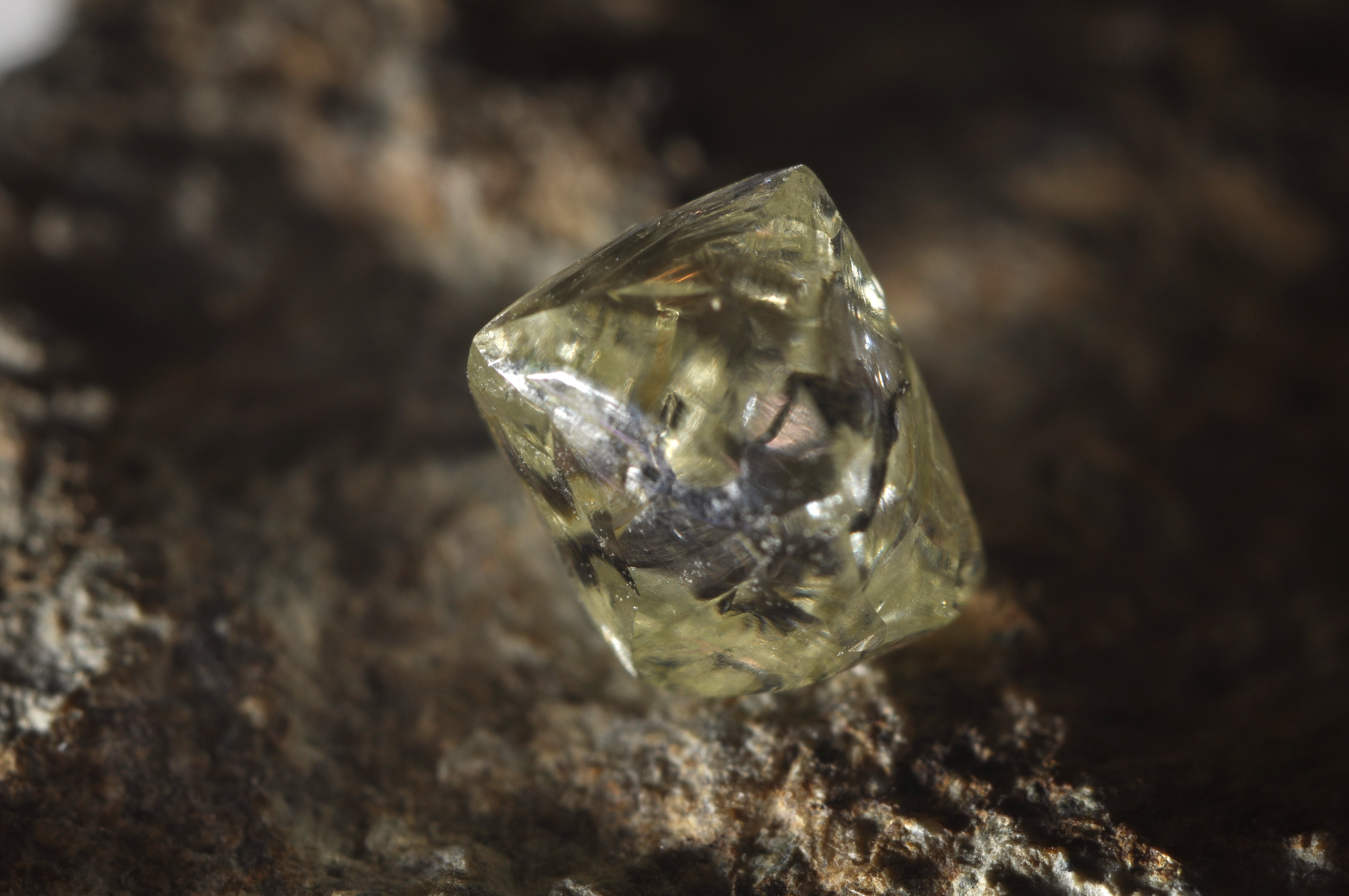
Cristal octaédrique de diamant verdâtre.
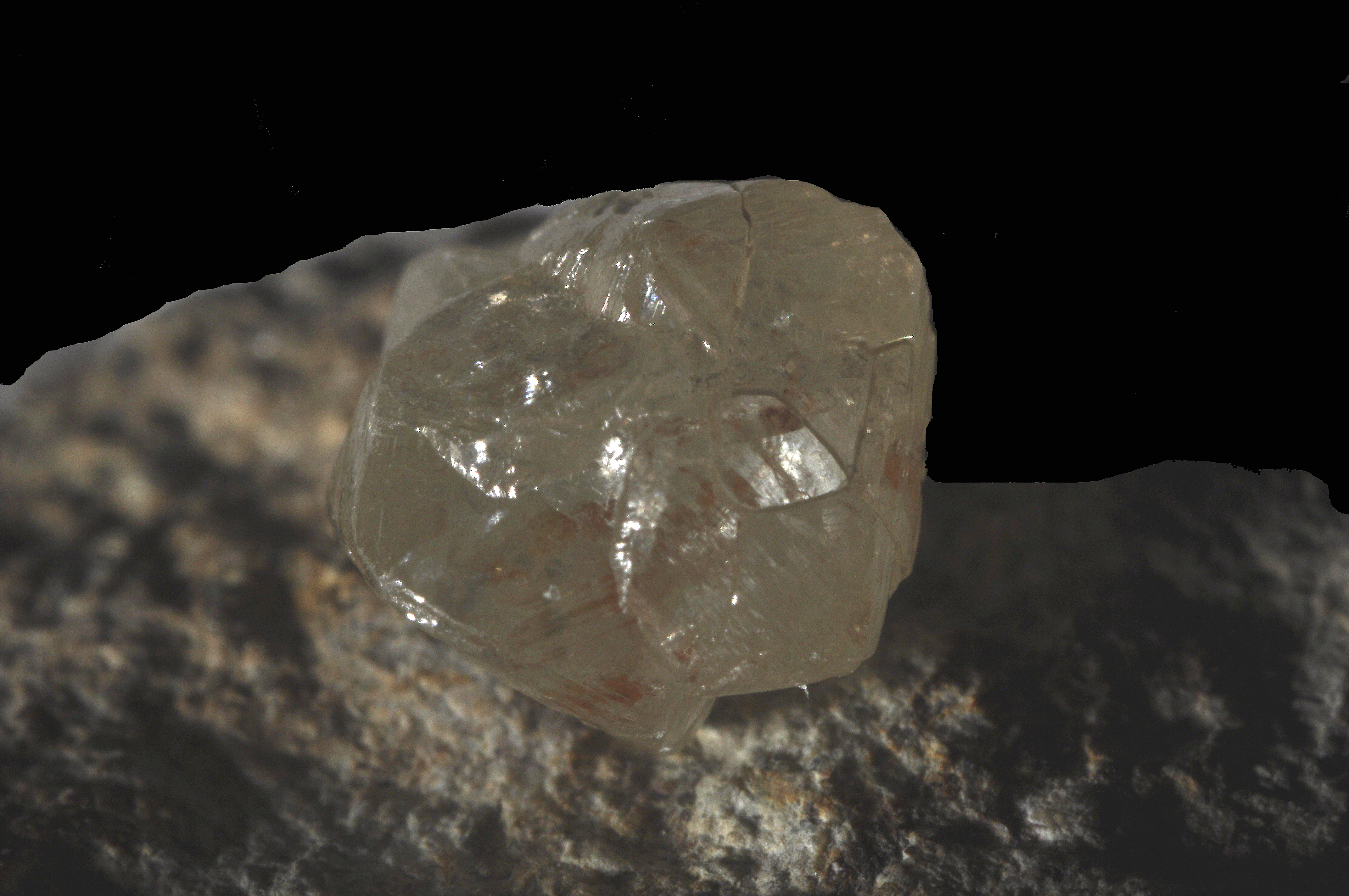
Macle de diamants, Afrique du Sud.
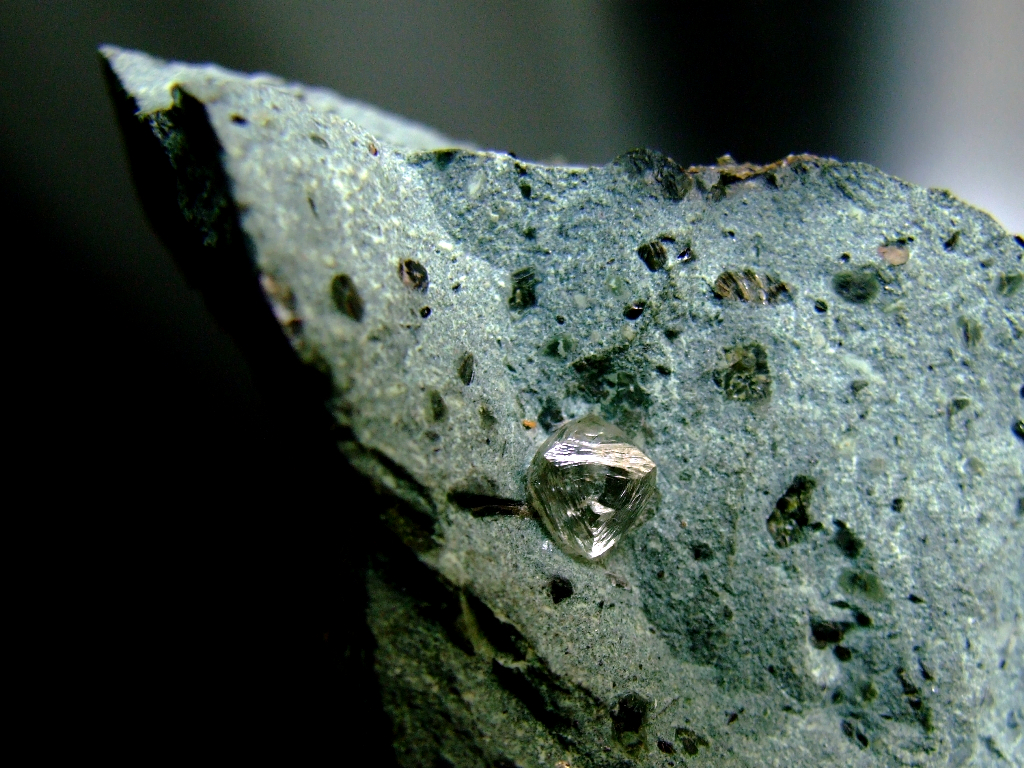
Diamant octaédrique, approx. 1,8 carat (6 mm), sur une matrice de kimberlite, Finsch Diamond Mine, Afrique du Sud.

#### Pays producteurs

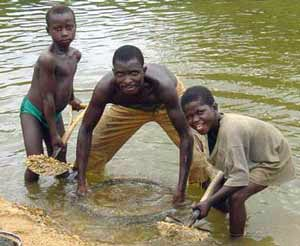
Exploitation du diamant en Sierra Leone, dans des alluvions.

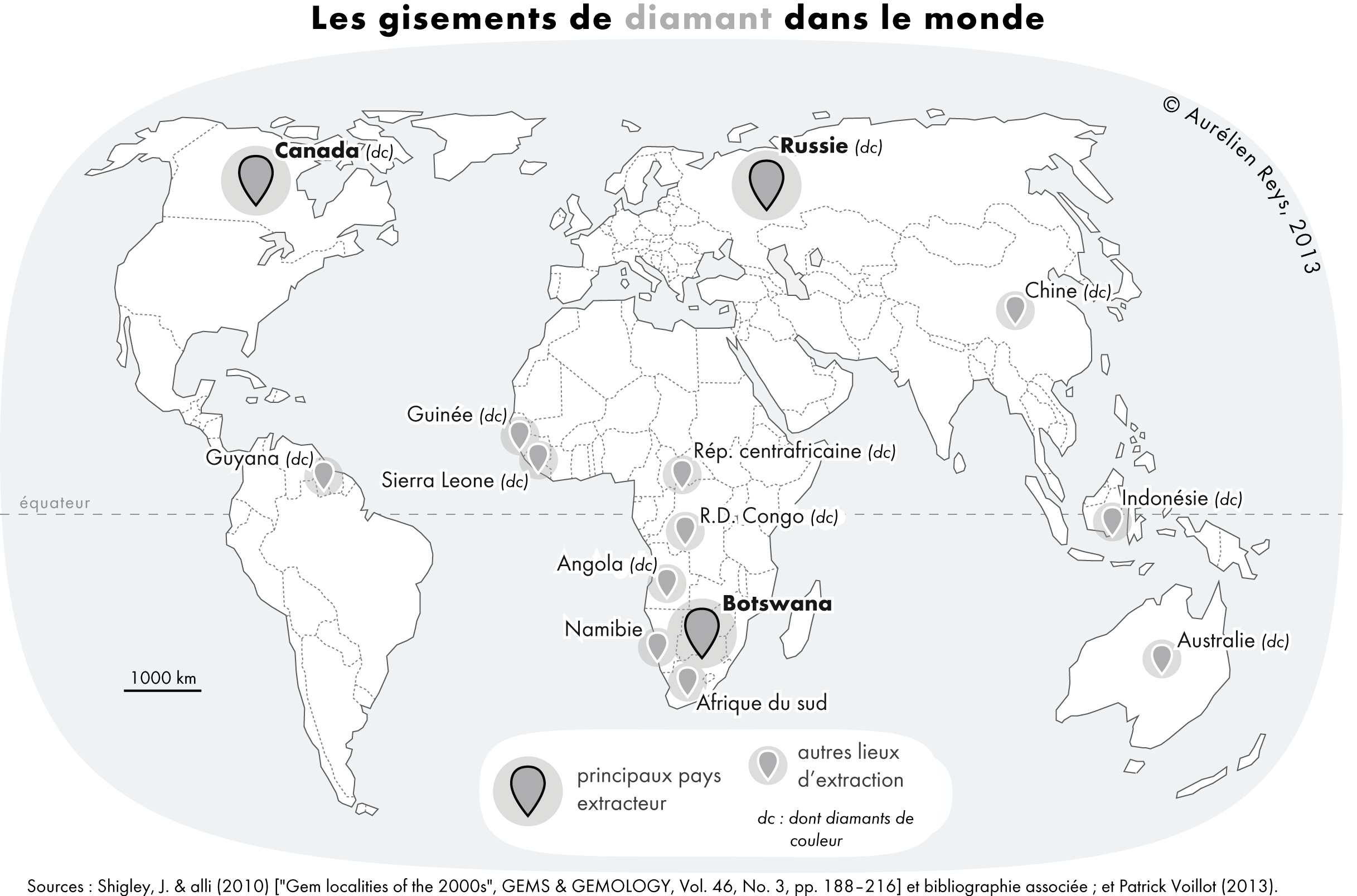
Carte des principaux pays producteurs de diamants dans le monde.

En 2005, la production mondiale de diamants était de 173,5 millions de carats et les principaux producteurs sont la Russie, le Botswana, l'Australie et la république démocratique du Congo qui produisent à eux quatre un peu plus de 73 % de la production mondiale.
| Pays                             | Millions de carats | % du total |
| -------------------------------- | ------------------ | ---------- |
| Russie                           | 38,000             | 21,9       |
| Botswana                         | 31,890             | 18,4       |
| Australie                        | 30,678             | 17,7       |
| République démocratique du Congo | 27,000             | 15,6       |
| République centrafricaine        | 16,455             | 10,1       |
| Afrique du Sud                   | 15,775             | 9,1        |
| Canada                           | 12,300             | 7,1        |
| Angola                           | 10,000             | 5,8        |
| Namibie                          | 1,902              | 1,1        |
| République populaire de Chine    | 1,190              | 0,7        |
| Ghana                            | 1,065              | 0,6        |

|             | Pays           | Gemme M carats | Industrielle M carats | Total M carats | % monde |
| ----------- | -------------- | -------------- | --------------------- | -------------- | ------- |
| 1           | Russie         | 21,2           | 16,7                  | 37,900         | 29      |
| 2           | Botswana       | 16,2           | 6,96                  | 23,160         | 17,7    |
| 3           | RD Congo       | 3,14           | 12,5                  | 15,640         | 12      |
| 4           | Australie      | 0,235          | 11,5                  | 11,735         | 9       |
| 5           | Canada         | 10,6           |                       | 10,600         | 8,1     |
| 6           | Zimbabwe       | 1,04           | 9,37                  | 10,410         | 8       |
| 7           | Angola         | 8,42           | 0,936                 | 9,356          | 7,2     |
| 8           | Afrique du Sud | 6,51           | 1,63                  | 8,140          | 6,2     |
| 9           | Namibie        | 1,69           |                       | 1,690          | 1,3     |
| 10          | Sierra Leone   | 0,457          | 0,152                 | 0,609          | 0,5     |
| Total monde | Total monde    | 69,492         | 59,748                | 129,24         | 100     |

#### Exploitation minière

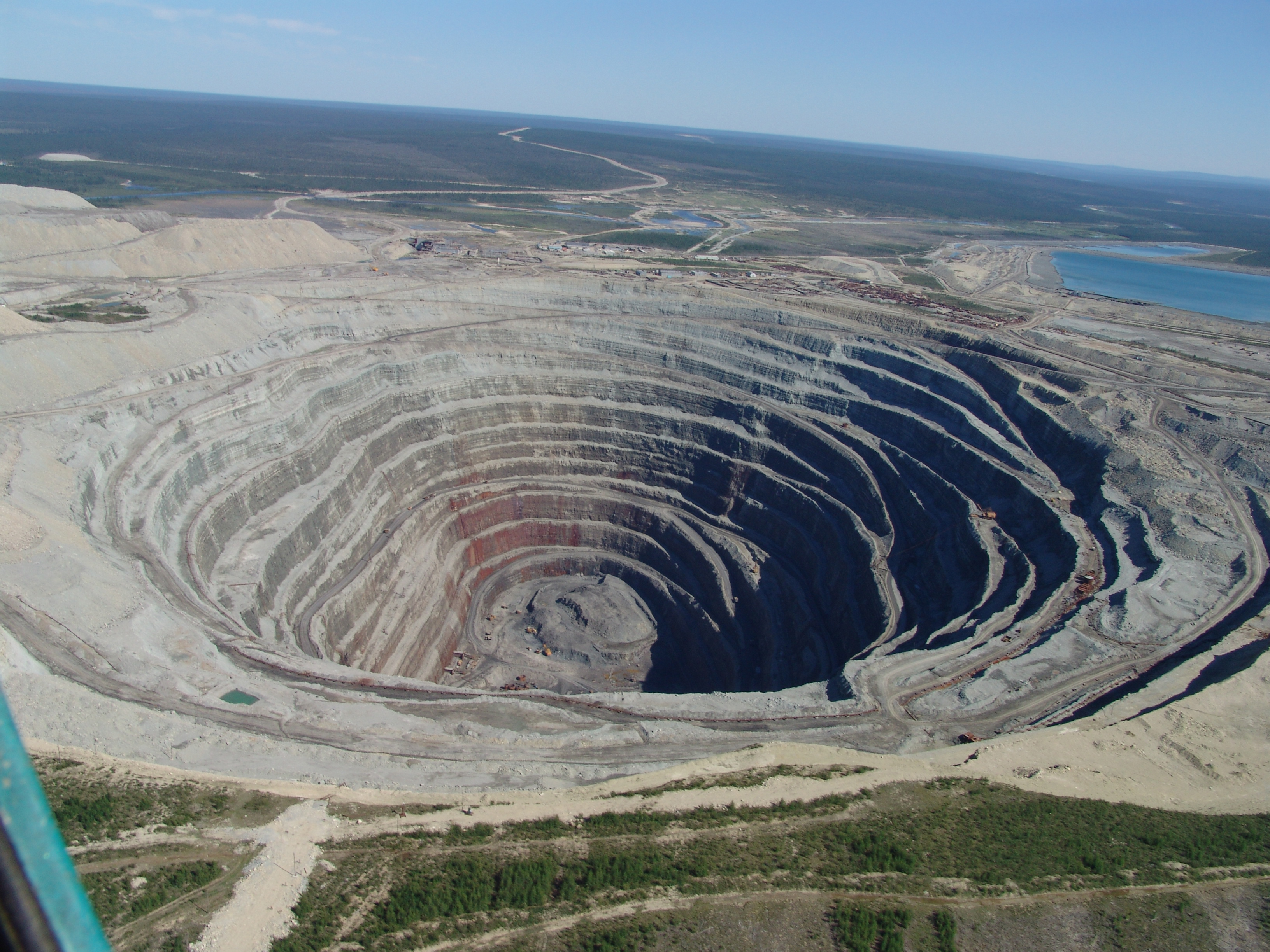
Mine de diamants d'Oudatchnaïa, Yakoutie, Russie.

Il existe principalement trois catégories de mines : à ciel ouvert, souterraines ou sous-marines.

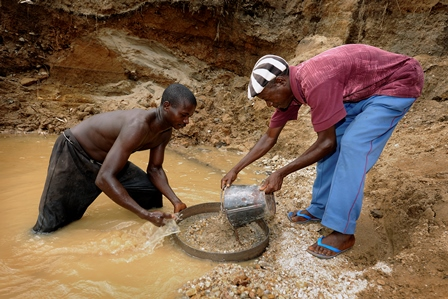
Mineurs de Sierra Leone effectuant le lavage (2012).

Le processus d'extraction est très diversifié, puisqu'il dépend de la région dans laquelle le diamant est exploité. Mais, en général, les opérations se divisent en quatre parties :
1. l'élimination des éléments stériles (sol et roches qui couvrent le sable diamantifère) ;
2. l'extraction ;
3. le concassage ;
4. le lavage.

En raison du coût de l'exploitation minière (en moyenne 250 tonnes de minerai permettent d'extraire seulement un carat de diamant), seules les entreprises investissent dans les régions qui leur garantissent une production importante car des kilomètres carrés de terrain sont généralement excavés pour obtenir une gemme de taille et de qualité appréciables.
En dehors, l'extraction est rudimentaire et donc limitée à de petites concessions. Dans certains pays, africains notamment, l'absence d'encadrement législatif et la corruption ouvrent une brèche à la prospection, l'extraction et à un commerce incontrôlé du diamant.
L'exploitation alluviale est une alternative moins onéreuse, mais elle n'est possible que lorsque les mouvements géologiques ont élevé la roche diamantifère vers la surface, érodée par le lit d'une rivière. L'exploitation en pleine mer est nouvelle, avec un seul navire opérant pour le moment, le Mafuta.

### Diamants de joaillerie
Le marché du diamant est un système autorégulé qui fixe ses propres prix. La règle des quatre C (Cut, Color, Clarity and Carat) est traditionnellement utilisée pour déterminer le prix d'un diamant sur la base d'un rapport Rapaport. Ces quatre qualités font du diamant la plus célèbre des pierres précieuses en joaillerie.
La beauté de son brillant est due au fait qu'il possède un haut indice de réfraction de la lumière et un grand pouvoir dispersif : en pénétrant, les rayons de lumière sont réfléchis à l'intérieur de la pierre à l'infini et la lumière blanche se disperse, retourne à l'intérieur transformée en un éventail de couleurs. Les diamants (comme les gouttes d'eau) fonctionnent comme des prismes en freinant, plus ou moins en fonction des longueurs d'onde (violette au maximum, rouge au minimum), de façon que les couleurs soient dispersées sous forme d'arc-en-ciel.
Tous les diamants ne sont pas utilisés en bijouterie. Le moindre défaut peut leur ôter de la valeur et ils sont alors employés pour des applications industrielles. Il s'agit de bulles internes, de particules étrangères ou d'inclusions, de médiocre coloration ou lorsqu'ils présentent une forme irrégulière.

#### Les 4C du diamant

##### Taille (Cut)

Diagramme de tailles anciennes de diamants : évolution de la plus primitive à plus avancée, pré-Tolkowsky, vieille taille européenne.
Taille brillant[70], selon Marcel Tolkowsky, 1919.
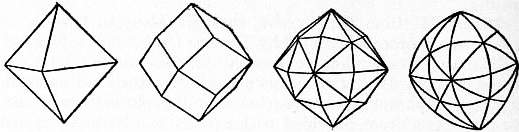
Formes de diamant : (1) octaèdre, (2) dodecaèdre rhombique, (3) hexakis-octaèdre, (4) et (3) facettes arrondies (Encyclopædia Britannica, 1911).
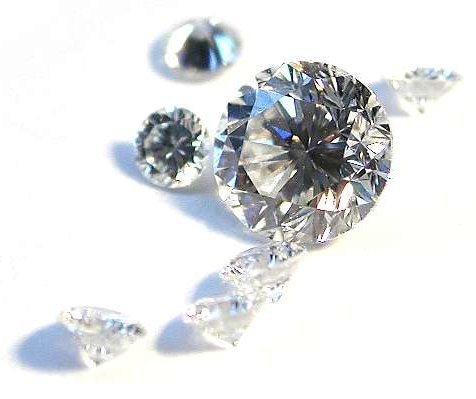
Diamants taillés.

Le degré de la beauté de la dispersion (effet arc-en-ciel) du diamant dépend, en grande partie, de la taille et du poli de la pierre. Naturellement les diamants ont leurs éclats propres, ils sont ensuite améliorés et multipliés par la taille experte d'un diamantaire.
Ce critère de notation du diamant est le seul qui résulte du travail du lapidaire diamantaire et les laboratoires octroient une note de taille suivant le tableau ci-dessous.
| Code | Taille (Cut)           |
| ---- | ---------------------- |
| EX   | Excellent (Excellente) |
| VG   | Very good (Très bien)  |
| G    | Good (Bien)            |
| F    | Fair (Acceptable)      |
| P    | Poor (Mauvaise)        |

La taille des diamants s'effectue surtout à Anvers (Belgique), à Tel-Aviv (Israël) et au Gujarat (Inde) par la communauté jaïne. En Thaïlande, ce sont les pierres précieuses comme les rubis et les saphirs qui sont taillées. Alors qu'en Inde des méthodes de fabrication industrielles sont mises en place, à Anvers l'industrie conserve des méthodes artisanales pour les diamants de plus de 0,5 carat.
Du fait de son extrême dureté, le diamant ne peut être usiné que par un autre diamant, c'est pourquoi la taille et le poli de la pierre en sont les éléments les plus importants.
Avant de le tailler, on examine la gemme pour déterminer ses plans de clivage. On trace ensuite sur elle une ligne qui marque le périmètre de ces plans. Sur celui-ci, on fait une petite cannelure avec une espèce de bois qui porte dans son extrémité un diamant. Par cette ouverture, on introduit une fine lame d'acier, on donne un coup sec et la pierre se divise en deux.
Il existe de nombreuses façons de tailler le diamant. Du XVe au XVIIe siècle, on pratique la taille en pointe (polissage de la pointe de l'octaèdre) et celle en table (polissage des faces du cristal à la poudre de diamant). Les peintures de portraits de l'époque montrent un diamant noir car ces techniques sont peu efficaces. Au XVIIe siècle apparaît la taille « brillant », taille la plus connue, celle qui met le mieux en valeur la beauté du diamant et qui est de ce fait la plus utilisée. Cette technique perfectionnée permet de transformer les pierres brutes en véritables joyaux de lumière, en faisant apparaître 58 facettes (57 si l'on ne tient pas compte de la collette) : 33 sur la couronne et 24 sur la culasse, régulières et de tailles définies précisément, à la surface du diamant.
En effet, si les notions de pureté de diamant et de couleur paraissent familières, les proportions de taille le sont plus rarement. Pourtant, ces dernières sont un facteur de qualité essentiel. Elles conditionnent directement le rendu de brillance et le « feu » du diamant. À couleur identique, un diamant possédant de bonnes proportions sera bien plus éclatant qu'un diamant pur incorrectement taillé.
Depuis l'apparition de la taille Tolkowsky en 1919, les diamantaires n'ont cessé de chercher à optimiser le rendu de brillance du diamant. De toutes les tailles du diamant, c'est certainement la forme ronde brillant qui a été la plus étudiée et qui est la plus aboutie ; aujourd'hui, les proportions appliquées à cette taille résultent directement de la compréhension des lois optiques du matériau et de la maîtrise de la technique de taille et du polissage.
Au Japon, la taille Hearts and arrows (en) (« cœurs et flèches ») est très appréciée et nommée ainsi en raison des formes des jeux de lumière produits.

##### Couleur (Color)
Les diamants sont aussi classés par couleurs. La couleur la plus commune étant « le blanc » (absence de couleur : c'est-à-dire que le diamant est transparent et incolore). Ces couleurs sont notées en allant de D (blanc le plus pur) à Z (teinte la plus foncée) :
| Code   | Couleur              |
| ------ | -------------------- |
| D      | Blanc exceptionnel + |
| E      | Blanc exceptionnel   |
| F      | Blanc extra +        |
| G      | Blanc extra          |
| H      | Blanc                |
| I et J | Blanc nuancé         |
| K et L | Légèrement teinté    |
| M à Z  | Couleur marquée      |

Ce système de notation de la couleur a été mis en place par le laboratoire indépendant GIA (Gemological Institute of America) en remplacement d'autres systèmes utilisant un classement A, B ou C (A signalant les meilleurs diamants) accompagnés de descriptions de la couleur Bleu blanc. Afin d'éviter toute confusion avec l'ancien système la notation de la couleur démarre à D pour indiquer la meilleure couleur.
Les diamants d'une autre couleur tels que les diamants bleus sont nommés Fancy Colored Diamonds et disposent d'un système de notation différent. Le GIA distingue ainsi 27 teintesColored diamond report.

##### Pureté (Clarity)
Les diamants contiennent aussi une grande variété d'inclusions qui peuvent modifier leur apparence. Une inclusion ou impureté dans un diamant est surnommée « crapaud » en France. Les inclusions sont indiquées en utilisant les codes suivants :
| Code                                     | Signification |
| ---------------------------------------- | --- |
| IF (Internally Flawless) / FL (Flawless) | Absence d'inclusions internes et de surface avec un grossissement de 10 fois                                                       |
| VVS1-VVS2 (Very Very Slightly Included)  | Minuscule(s) inclusion(s) très difficilement visible(s) à la loupe avec un grossissement de 10 fois (1 étant la meilleure qualité) |
| VS1-VS2 (Very Slightly Included')        | Très petite(s) inclusion(s) difficilement visible(s) à la loupe avec un grossissement de 10 fois                                   |
| SI1-SI2-SI3 (Slightly Included)          | Petite(s) inclusion(s) facilement visible(s) à la loupe avec un grossissement de 10 fois                                           |
| I1-I2-I3 (Included)                      | Grande(s) et/ou nombreuses inclusion(s) visible(s) à l'œil nu                                                                      |

Lorsqu'un diamant contient de l'hydrogène comme impureté, il apparaîtra généralement violet ou pourpre, dans de très rares cas il apparaîtra rouge,. Les diamants verts résultent d'une irradiation par des particules alpha qui entraînent une déformation du réseau cristallin.

##### Poids (Carat)
La masse d'un diamant se mesure en carats, qui équivaut à 0,20 gramme. La valeur d'un diamant est exponentielle par rapport à sa masse. Autrement dit, un diamant de deux carats a une valeur très supérieure à deux diamants d'un carat, puisqu'il est considéré comme plus rare et donc plus cher.

#### Laboratoires et certification
Les laboratoires de gemmologie s'occupent de certifier les caractéristiques des diamants suivant la classification des 4C. Cette certification s'accompagne d'une prise des mesures précises des diamants, de l'attribution d'une note de taille, de poli et de symétrie, d'une analyse de la fluorescence et de l'attribution d'un numéro unique gravé au laser dans le diamant. Les personnes chargées de ce travail sont des gemmologues professionnels. Il existe peu de laboratoires mondiaux de gemmologie, les plus connus sont :
- Gemological Institute of America (GIA) à New York ;
- Hoge Raad voor Diamant (HRD) à Anvers ;
- International Gemological Institute (IGI) à Anvers ;
- GGTL Laboratories, à Genève et au Liechtenstein ;
- Fellow of gemmological Association (FGA) à Londres ;
- American Gem Society (AGS) à New York ;
- Laboratoire Français de Gemmologie (LFG) à Paris.

Il existe deux types de certificats émis par les laboratoires :
- Le premier est un certificat de gradation pour diamants incolores. Ce document rend compte uniquement de la qualité du diamant, fonction des critères retenus par la profession et partant du postulat que la pierre est naturelle.
- Le deuxième type de certificat concerne principalement les diamants de couleur, mais également certains diamants incolores traités à haute pression et haute température (HPHT) pour les décolorer. Il confirme que la pierre est naturelle mais surtout rend compte de l'origine de la couleur, à savoir d'origine naturelle ou induite par un/des traitement/s (irradiation, chauffage, HPHT, éventuellement cumulés).

Ce type de certificat implique l'usage d'instruments modernes : spectroscopie infrarouge (IRTF), spectrométrie ultraviolet-proche infrarouge à basse température (UV-PIR), photoluminescence (PL), etc.
Le diamantaire (terme désignant initialement le tailleur de diamant) a contrario du gemmologue n'étudie pas le diamant mais le négocie. En fonction de sa spécialité, son activité concernera les pierres taillées ou les bruts, certains cumulant les deux.

#### Types de diamant
La classification des diamants s'organise aussi selon qu'il y ait ou non une présence d'azote dans sa structure, ce qui modifie ses propriétés optiques. On distingue deux types : le type I où la présence d'azote est avérée, et le type II sans azote, très rare et qui correspond à des durées de formation plus longues.
On peut résumer cette classification, essentiellement scientifique, dans le tableau suivant :
| Type | Définition                                    | Couleur                                                         | Particularité                                               | Population                     |
| ---- | --------------------------------------------- | --------------------------------------------------------------- | ----------------------------------------------------------- | ------------------------------ |
| I a  | Petits groupes d'azote Contient 0,3 % d'azote | Incolore, jaune, brun, rose, vert et bleu                       | Fluorescence bleue Raies d'absorption étroites              | 98 %                           |
| I b  | Azote isolé Contient 0,1 % d'azote            | Jaune intense, orange, brun et incolore                         | Plupart des diamants synthétiques Raies d'absorption larges | Rare Environ 1 %               |
| II a | Pure sans azote                               | Incolore, brun, rose, violet, vert et doré Blanc exceptionnel + | Transparent aux UV < 230 μm                                 | Environ 0,8 % Très rare        |
| II b | Sans azote avec 0,1 % de bore                 | Bleu et gris                                                    | Semi-conducteur type P                                      | Environ 0,2 % Extrêmement rare |

#### Diamants célèbres

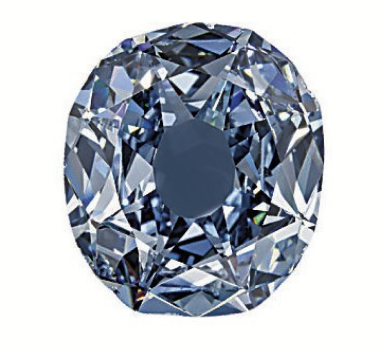
Diamant très rare de la taille d'une noix, le Wittelsbach, de couleur bleu-gris, pesait plus de 35 carats avant sa nouvelle taille. Il a été le diamant le plus cher jamais vendu pendant près de deux ans.

Liste de quelques diamants célèbres (en) :
| Couleur      | Pierre brute                                                  | Pierre brute | Pierre brute                           | Pierre brute | Pierre taillée                                | Pierre taillée          |
| Couleur      | Nom                                                           | Carats       | Lieu de découverte                     | Année        | Nom                                           | Carats                  |
| ------------ | ------------------------------------------------------------- | ------------ | -------------------------------------- | ------------ | --------------------------------------------- | ----------------------- |
| Incolore     | Cullinan                                                      | 3 106        | Afrique du Sud (mine Premier)          | 1905         | Grande Étoile d'Afrique (Cullinan I)          | 530,20                  |
| Incolore     | Cullinan                                                      | 3 106        | Afrique du Sud (mine Premier)          | 1905         | Petite Étoile d'Afrique (Cullinan II)         | 317,40                  |
| Incolore     | Lesedi La Rona                                                | 1 109        | Botswana (mine de Karowe)              | 2015         | Graff Lesedi La Rona                          | 302,37                  |
| Incolore     |                                                               | 793,62       | Inde (mine de Kollur)                  | XVIIe siècle | Grand Mogol                                   | 279,56                  |
| Incolore     |                                                               | 599          | Afrique du Sud (mine Premier)          | 1986         | Diamant du Centenaire (en)                    | 273,85                  |
| Incolore     |                                                               | 650,80       | Afrique du Sud (mine de Jagersfontein) | 1895         | Jubilé (en)                                   | 245,35                  |
| Incolore     |                                                               | 787,50       | Inde                                   | XVIIe siècle | Orloff                                        | 189,62                  |
| Incolore     |                                                               | 410          | Inde                                   | 1698         | Régent                                        | 140,50                  |
| Incolore     | Ice Queen                                                     | 426,5        | Afrique du Sud (mine Premier)          | 1954         | Niarchos                                      | 128,5                   |
| Incolore     |                                                               |              | Inde                                   |              | Koh-i Nor                                     | 105,602                 |
| Incolore     |                                                               |              |                                        |              | Diamant du fabricant de cuillères             | 85,8                    |
| Incolore     | Excelsior                                                     | 995,2        | Afrique du Sud (mine de Jagersfontein) | 1893         | Excelsior I                                   | 69,68                   |
| Incolore     |                                                               | 241          | Afrique du Sud (mine Premier)          | 1966         | Taylor-Burton                                 | 69,42 (puis 68,0)       |
| Incolore     |                                                               |              | prob. Inde                             |              | Sancy                                         | 55,23                   |
| Incolore     | Vargas (en)                                                   | 726,6        | Brésil                                 | 1938         | Président Vargas                              | 48,26                   |
| Incolore     |                                                               |              | Inde                                   |              | Beau Sancy                                    | 34,98                   |
| Rose         |                                                               |              | Inde                                   | avant 1642   | Grande Table                                  | 242,31 (anciens carats) |
| Rose         |                                                               |              | Inde                                   |              | Daria-e nour                                  | entre 175 et 195        |
| Rose         |                                                               | 261,24       | Brésil                                 | 1853         | Étoile du Sud                                 | 128,48                  |
| Rose         |                                                               |              | Inde                                   |              | Noor-ol-Ain (en)                              | env. 60                 |
| Rose         |                                                               | 132,5        | Afrique du Sud                         | 1999         | Pink Star, puis Pink Dream (en)               | 59,60                   |
| Rose         |                                                               |              | Inde                                   |              | Princie (en)                                  | 34,65                   |
| Rose         |                                                               |              |                                        |              | Graff pink                                    | 24,78                   |
| Rose         |                                                               |              | prob. Inde                             |              | Hortensia                                     | 21,32                   |
| Rose         |                                                               |              | Inde                                   |              | Grand Mazarin                                 | 19,07                   |
| Rose         |                                                               |              | Afrique du Sud                         | vers 1918    | Pink Legacy                                   | 18,96                   |
| Rose         |                                                               |              |                                        |              | Martian Pink                                  | 12,04                   |
| Rouge        |                                                               |              | Brésil                                 | 1989         | Moussaieff Red (en)                           | 5,11                    |
| Vert         |                                                               | 119,50       | Inde                                   | 1743         | Dresde vert                                   | 40,70                   |
| Bleu         |                                                               | 115          | Inde                                   | 1668         | Diamant bleu de la Couronne (taillé en 1671)  | 69                      |
| Bleu         | Hope (diamant bleu de la Couronne volé et retaillé vers 1812) | 115          | Inde                                   | 1668         | 44,50                                         |                         |
| Bleu         |                                                               |              | Inde                                   | XVe siècle   | Nassak (en)                                   | 43,38                   |
| Bleu         |                                                               | 150          | Inde                                   | XVIIe siècle | Tereshchenko (en)                             | 42,92                   |
| Bleu-gris    |                                                               |              |                                        | 1559         | El Estanque (es)                              | 100                     |
| Bleu-gris    |                                                               |              | Inde                                   | 1664         | Wittelsbach                                   | 35,56                   |
| Jaune-marron |                                                               | 755,5        | Afrique du Sud (mine Premier)          | 1985         | Golden Jubilee (couronne royale de Thaïlande) | 545,67                  |
| Jaune-marron |                                                               | 890          | République démocratique du Congo       | vers 1984    | Incomparable                                  | 407,48                  |
| Jaune-marron | Carine,                                                       | 7,46         | Etats-Unis                             | 2024         |                                               |                         |
| Jaune        | Oppenheimer                                                   | 253,7        | Afrique du Sud (mine de Dutoitspan)    | 1964         |                                               |                         |
| Jaune        |                                                               |              |                                        |              | Graff Vivid Yellow                            | 100,09                  |
| Jaune        |                                                               |              | Afrique du Sud                         | 2010         | Sun Drop Diamond (Lady Dalal)                 | 110,03                  |
| Jaune        |                                                               |              | Congo                                  | 1980         | Gold Canary Diamond                           | 303,10                  |
| Jaune        |                                                               |              | Inde                                   |              | Florentin (disparu depuis 1922)               | 137,27                  |
| Jaune        |                                                               | 287,42       | Afrique du Sud (mine de Kimberley)     | 1877         | Tiffany Yellow (en)                           | 128,54                  |
| Noir         |                                                               | 900          | Afrique centrale                       | 2004         | The Enigma (en)                               | 555,5                   |
| Noir         |                                                               | 587          | Afrique centrale                       | XXe siècle   | L'esprit de De Grisogono                      | 312,24                  |
| Noir         |                                                               |              | Brésil                                 |              | Tablet of Islam                               | 160,18                  |
| Noir         |                                                               |              | Inde ou Russie                         |              | Orloff noir                                   | 67,50                   |

##### Dans la fiction
- La Panthère Rose dans le film du même nom, de Blake Edwards, avec David Niven et Peter Sellers (1963).
- Le Youkounkoun, dans le film Le Corniaud de Gérard Oury avec Bourvil et Louis de Funès (1965).

#### Enchères remarquables
- Le 14 novembre 2007, un diamant de 84,37 carats a été adjugé 16,2 millions de dollars (11 millions d'euros) au fondateur de la chaîne de vêtements Guess, Georges Marciano, lors d'une vente aux enchères chez Sotheby's à Genève[84].
- Le 17 mai 1995, un diamant de 100,1 carats appelé "Star of the Season" a été adjugé 16,5 millions de dollars lors d'une vente à la même branche de Sotheby's, à Genève[85].
- Le 10 mai 2022, The Rock (en), un diamant blanc de 228,31 carats (plus gros diamant blanc jamais mis aux enchères), est vendu pour 18,6 millions de francs suisses (17,8 millions d'euros) chez Christie's à Genève[86].
- Le 10 décembre 2008, un diamant bleu-gris déjà connu au XVIIe siècle, le Wittelsbach, est adjugé 16,4 millions de livres sterling (18,7 millions d'euros) au célèbre joaillier londonien Laurence Graff, chez Christie's à Londres[87].
- Le 14 novembre 2017, un collier d’émeraudes et de diamants appelé The Art of Grisogono incluant un diamant de 163,41 carats est vendu pour 33,7 millions de dollars (28,7 millions d’euros) chez Christie's à Genève[88].
- Le 16 novembre 2010 lors d'une vente aux enchères chez Sotheby's à Genève, Laurence Graff acquiert un diamant rose de 24,78 carats, pour 46,16 millions de dollars (34,0 millions d'euros) et qu'il baptise Graff pink[89].
- Le 11 novembre 2015, le Blue Moon Josephine (en), un diamant bleu de 12,03 carats, s'est vendu 46,8 millions de francs suisses (43,7 millions d'euros) lors d'une vente aux enchères chez Sotheby's à Genève[90].
- Le 18 mai 2016, l'Oppenheimer Blue, un diamant bleu de 14,62 carats, s'est vendu 56,8 millions de francs suisses (53 millions d'euros) lors d'une vente aux enchères chez Christie's à Genève[91].
- Le 4 avril 2017, le Pink Star (en), un diamant rose de 59,60 carats, s'est vendu 71,2 millions de dollars (66,8 millions d'euros) lors d'une vente aux enchères chez Sotheby's à Hong Kong[92].

#### Diamants de conflits
Les diamants de conflits, parfois nommés « diamants de sang » (blood diamonds en anglais), sont des diamants issus du continent africain qui alimentent les guerres livrées par des rebelles aux gouvernements. Extraits de mines localisées dans des zones où la guerre fait rage, ces diamants sont vendus en toute illégalité et en toute clandestinité, afin de fournir en armes et en munitions les groupes armés qui les exploitent.
En 2003, un régime international de certification des diamants bruts, le Processus de Kimberley (Kimberley Process Certification Scheme - KPCS), est lancé afin de contrôler le commerce mondial des diamants bruts. Toutefois, le forum international fait l'objet de nombreuses critiques dont certaines émanent directement des membres fondateurs du Processus de Kimberley, tels que les ONG Global Witness et Impact (anciennement appelée Partenariat Afrique Canada).

### Diamants industriels
L'industrie utilise beaucoup le diamant en raison de sa dureté. Depuis les outils de coupe et d'usinage fondés sur les propriétés mécaniques du diamant, jusqu'aux enclumes à diamant permettant de recréer des pressions titanesques, les applications en sont multiples. Cette dureté intervient aussi dans la précision que l'on peut atteindre avec des outils en diamant : notamment, les bistouris en diamant, permettent de créer des incisions ultraprécises (en ophtalmologie par exemple), car le moindre effleurement découpe la peau. Le diamant n'étant pas réactif, il est biocompatible et ne génère pas de rejet ou de toxicité.
La chimie s'intéresse fortement au diamant : il possède des propriétés qui le rendent tout à fait approprié pour des applications en électrochimie :
- d'une part il est résistant aux acides et aux bases, ce qui permet une utilisation dans des milieux corrosifs ;
- d'autre part les électrodes de diamant plongées dans de l'eau pure ne subissent aucune réaction électrochimique ; elles sont donc très efficaces.

De nombreux dispositifs optiques utilisent la transparence du diamant, tandis que les dispositifs électroniques exploitent notamment ses propriétés thermiques.
En raison de sa faible conductivité électrique, le diamant peut être utilisé dans l'industrie des semi-conducteurs lorsqu'il est dopé avec des impuretés de bore, bore-deutérium ou de phosphore. Un diamant fortement dopé au bore (plus de 3 × 1020 B/cm3) acquiert un comportement métallique et peut être utilisé comme électrode pour l'électrochimie. De telles électrodes sont capables de « réduire à des bas potentiels et même d'oxyder à des hauts potentiels des composés que certaines électrodes conventionnelles telles que l’or, le platine, le carbone vitreux ne peuvent atteindre. Elles demeurent alors très intéressantes à des fins environnementales puisque cela leur permet de réduire les nitrates et d’oxyder certains composés organiques qui polluent les eaux sans attaquer l'eau ».
Les diamants sont actuellement à l'étude pour une utilisation comme détecteurs :
- de rayonnements dans des installations de recherche scientifique. Le CERN devait recevoir plusieurs mètres carrés de détecteurs en diamants synthétiques. La technologie n'ayant pas avancé assez vite, ils seront en silicium ;
- de rayonnements dans les installations de radiothérapie. Le carbone du diamant est le même que celui du corps (carbone 12 normal) et permet donc des mesures de dose plus proche de la dose réellement reçue par les tissus ;
- de produits divers, par les méthodes de type SAW (Surface Acoustic Waves), car le diamant est un très bon transducteur, grâce à sa rigidité. Il est cependant nécessaire de déposer (par des méthodes de CVD-Magnétron[95], notamment) un film mince de nitrure d'aluminium, qui est un piézoélectrique, au contraire du diamant. La forme du dépôt influe sur les produits détectables.

En revanche, et malgré leur stabilité considérable, les diamants ne peuvent pas servir dans un cœur de centrale nucléaire, car le bombardement est bien trop important et le matériau serait détruit.

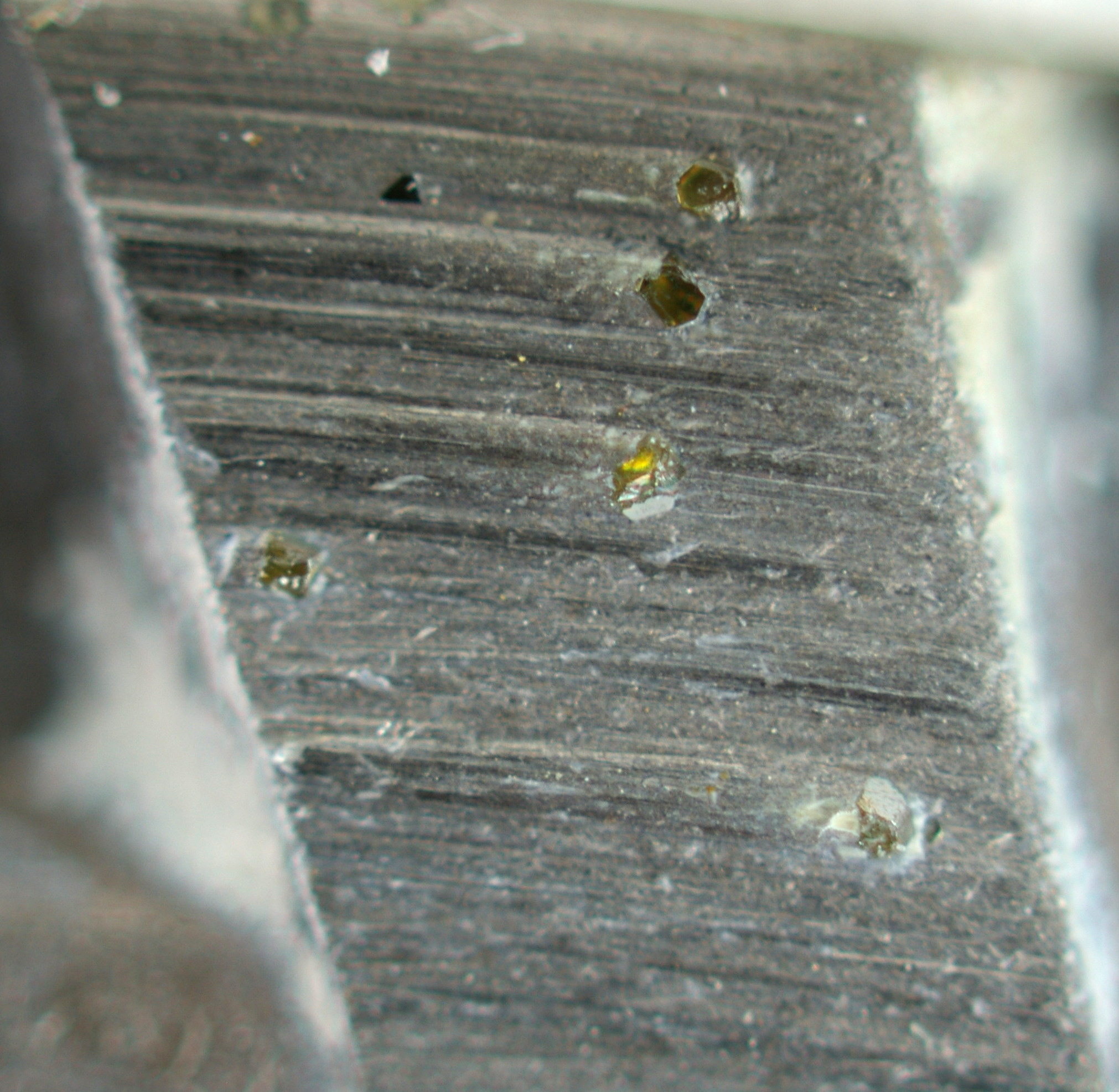
Agrandissement des diamants sertis dans une lame.
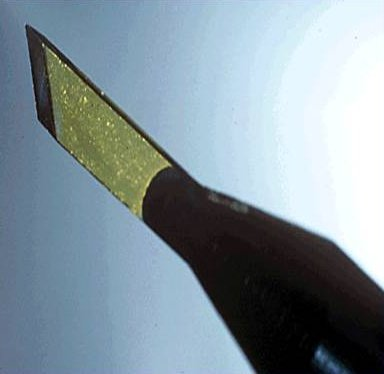
Un scalpel diamant, lame de diamant synthétique.

## Synthèses, imitations et améliorations

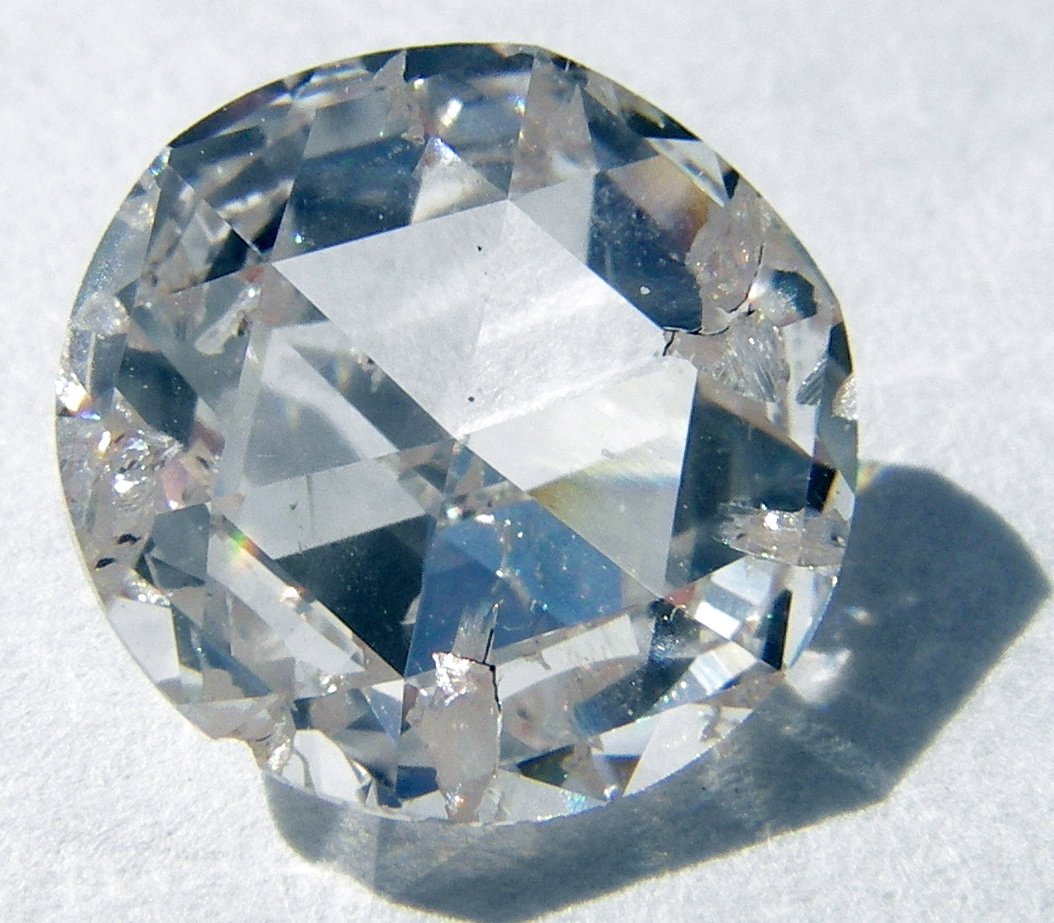
Un diamant de synthèse crée par Apollo Diamond.

### Diamants de synthèse
Depuis que l'on sait que le diamant n'est qu'une forme particulière du carbone, les physiciens et chimistes ont essayé de le synthétiser. La première synthèse artificielle du diamant eut lieu en 1953 à Stockholm par l'inventeur Baltzar von Platen et le jeune ingénieur civil Anders Kämpe travaillant pour la compagnie suédoise ASEA. Plus récemment, l'entreprise californienne Akhan Semiconductor a développé un procédé de fabrication afin de les utiliser comme semi-conducteurs à large bande interdite.
En soumettant le carbone à une forte pression et à une haute température pendant plusieurs heures en présence de catalyseurs dont de l'hydrogène, il est possible de réaliser un diamant de synthèse. Au départ, en raison de leur petite taille, ces derniers n'étaient utilisés que dans l'industrie.
En France, l'usage commercial du terme « diamant de culture » est interdit, à la place diamant synthétique doit être utilisé (voir gemme).

### Diamants d'imitation
Un diamant d'imitation est un matériau non diamant utilisé pour simuler l'apparence du diamant. L'oxyde de zirconium est le plus commun d'entre eux, la moissanite fait également office d'imitation du diamant bien qu'elle soit plus couteuse à produire que l'oxyde de zirconium. Les deux sont réalisés de façon artificielle.

### Améliorations des diamants
Les améliorations de diamants sont des traitements spécifiques réalisés sur des diamants naturels ou de synthèse, généralement déjà taillés, qui ont pour objectif d'améliorer les caractéristiques de la gemme. Ces traitements incluent le microforga au laser pour retirer des inclusions, l'application d'enduits pour corriger des fissures, des irradiations ou des traitements à haute chaleur et haute pression pour améliorer la couleur d'un diamant voire lui donner une couleur dite Fancy Color.

## Symbolique et dénominations impropres

### Symbolique

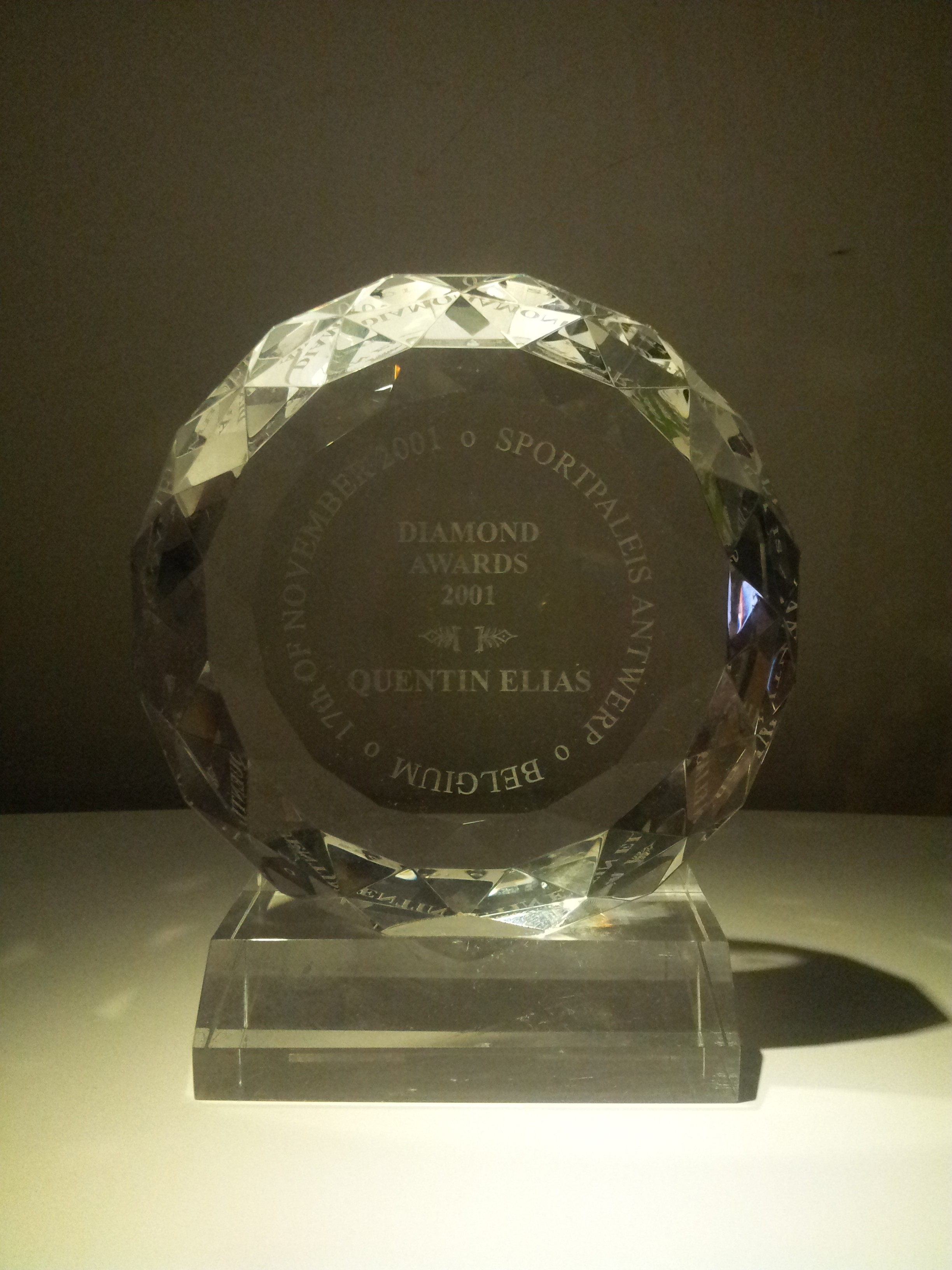
Disque de diamant décerné à Quentin Elias en novembre 2011.

Le diamant est un symbole utilisé dans plusieurs domaines artistiques et fait l'objet de plus d'une légende ou histoire.
- Les noces de diamant symbolisent les 60 ans de mariage dans la tradition française[99].
- Le diamant est le 13e niveau dans la progression de la sarbacane sportive.
- Le disque de diamant est symbole de 500 000 albums vendus, en France.

### Dénominations impropres
L'étymologie du diamant et son sens de brillance étincelante qu'évoque ce « minéral dur » et l'« éclat adamantin » expliquent qu'il a servi de référence pour désigner une grande variété de gemmes comme :
- le corindon synthétique : « diamant d'alumine » ;
- l'hématite : « diamant noir du Nevada », « diamant d'Alaska » (hématite noire) ;
- l'obsidienne décolorée : « diamant du Nevada » ;
- la pyrite : « diamant alpin », « diamant de Pennsylvanie » ;
- le quartz :
  - le « diamant de Bohême », « diamant de Briançon », « diamant de Brighton », « diamant de Bristol », « diamant de Buxton », « diamant de Hawaï », « diamant irlandais », « diamant mexicain », « diamant occidental » ;
  - le « diamant Marmorosch » (variété de quartz) ;
  - le « diamant d'Alaska », « diamant du Brésil » (cristal de roche) ;
  - le « diamant d'Alençon », « diamant allemand » (quartz enfumé) ;
  - le « diamant d'Arkansas » (quartz nommé également « Horatio Diamond ») ;
  - le « diamant du Colorado » (quartz fumé transparent) ;
  - le « diamant du Dauphiné », « diamant de Rennes » (quartz hyalin) ;
- le zircon : « diamant de Ceylan » (incolore), « diamant de Matura » (zircon décoloré).

En droit étasunien, l'usage du mot «diamond» est réglementé.